# Pintura do neoclassicismo

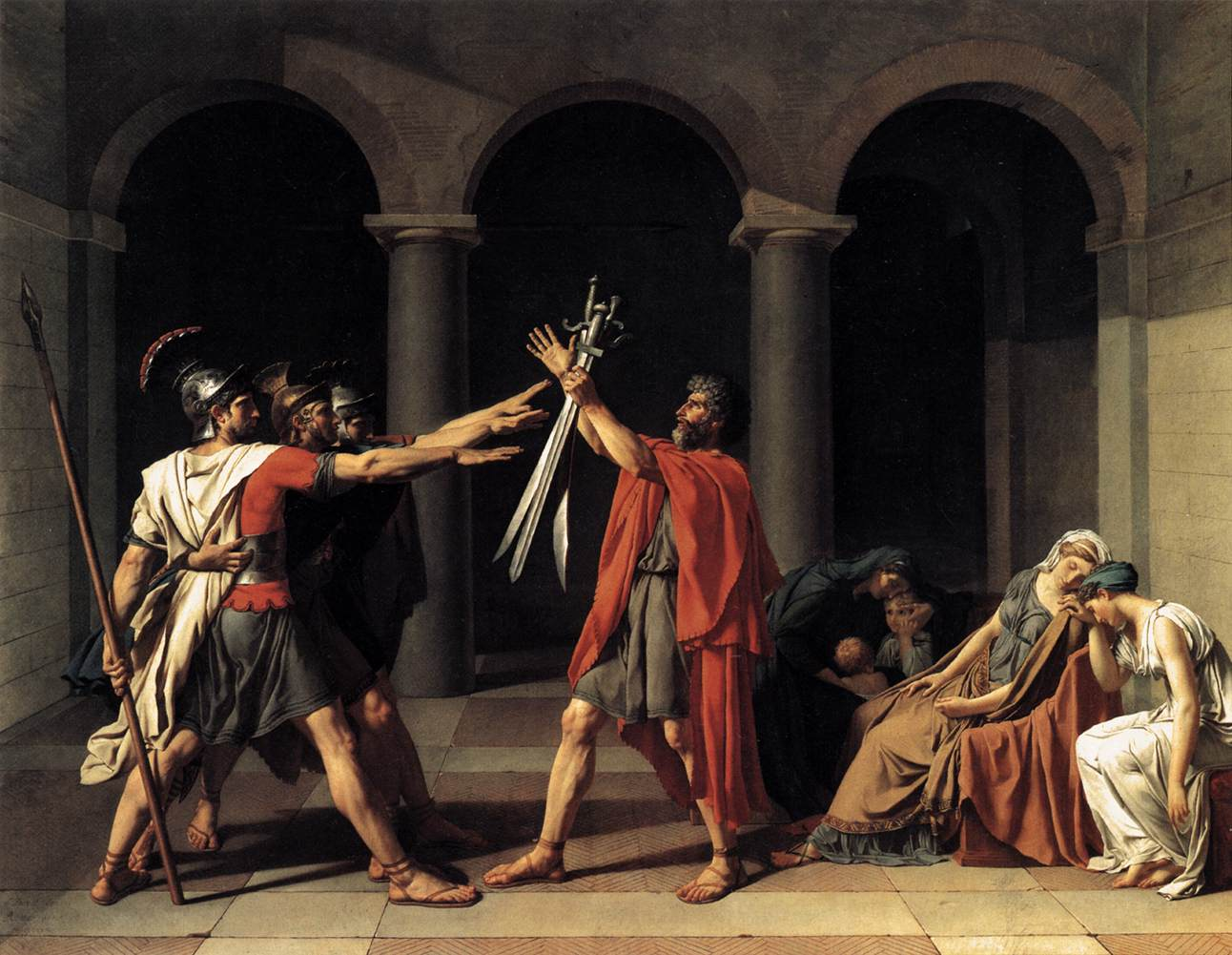
O Juramento dos Horácios, por Jacques-Louis David, 1784, óleo sobre tela, 330 × 425 cm, Louvre, Paris.
Nesta obra de temática inspirada na história da Roma Antiga, os valores estéticos da Antiguidade servem de veículo condutor a uma mensagem: cidadãos (homens livres), agarram em armas, ou seja, tomam nas suas mãos o poder sobre o futuro da nação. A obra fez furor no Salão de Paris em 1784.

A pintura do neoclassicismo foi uma corrente estética internacional que esteve em voga aproximadamente entre meados do século XVIII e meados do século XIX, originando-se na Europa e exercendo uma influência decisiva sobre toda a pintura ocidental daquele período, reagindo contra a pompa e a densa ornamentação do barroco e a sensualidade e despreocupação do rococó.
Sua origem está ligada a importantes mudanças sociais, culturais e políticas que estavam em andamento na Europa, indicativas do início da transição para uma cultura mais secularizada, mais despojada, mais científica e mais democrática, que teve momentos paradigmáticos na Revolução Francesa e na independência dos Estados Unidos. Naquele período também se aprofundavam os estudos arqueológicos, trazendo à luz variadas relíquias e documentos antigos, formavam-se ricas coleções, algumas abertas à visitação pública, e inúmeros viajantes publicavam descrições de monumentos clássicos, muitas vezes acompanhadas de farta documentação visual na forma de gravuras e desenhos, tendo larga circulação. Por algum tempo o interesse por tudo o que era clássico se tornou verdadeira mania entre as elites e mesmo entre parte da burguesia, acabando por influir direta ou indiretamente em toda a sociedade. Ao mesmo tempo, os filósofos iluministas pregavam um retorno a uma vida simples e pura, em íntimo contato com a natureza, combatiam as superstições e dogmas religiosos e se preocupavam com a educação da sociedade para uma vida mais livre e natural, mais econômica, mais reta e mais engajada civicamente.
Nesse contexto surge a pintura neoclássica, tendo como modelo ideal a cultura clássica da antiguidade, assimilando também parte de seus cânones estéticos, sua motivação ética e didática e seus princípios políticos de democracia e república. Distingue-se em geral pela sua temática política, historicista ou moralizante, sua ênfase na linha em detrimento da cor e da mancha, seus cenários que imitavam construções e monumentos antigos, suas composições organizadas racionalmente, sua técnica controlada a ponto de a pincelada se tornar quase invisível, com eficientes resultados em termos de realismo e ilusão tridimensional. Apesar de ter buscado a verdade, a objetividade e a naturalidade na representação, o neoclassicismo foi uma escola idealista, e sua expressão pictórica o manifesta em figuras que pouco se parecem com pessoas comuns, sendo em geral nobres e dignificadas, considerando isso, junto com a temática selecionada programaticamente, parte essencial da sua proposta educativa, como representações onde o espectador podia encontrar virtudes dignas de anelar e imitar em suas vidas. Mesmo introduzindo elementos originais, em muitos aspectos a pintura neoclássica foi mais um revivalismo entre os vários que o classicismo experimentou desde o fim da antiguidade, atestando sua duradoura e profunda relevância para o ocidente.
Durante quase toda a sua vigência o neoclassicismo conviveu com o romantismo, e muitos de seus traços característicos são comuns a ambas as escolas, de modo que não é raro que a distinção entre pinturas neoclássicas e românticas seja difícil, o que se acentua à medida que o tempo avança, para em meados do século XIX ambas escolas se fundirem inextrincavelmente em um único movimento que incorporava uma multiplicidade de outros referenciais, formando uma corrente de cunho eclético e com bases estéticas e propósitos já distintos.

## Contexto e evolução

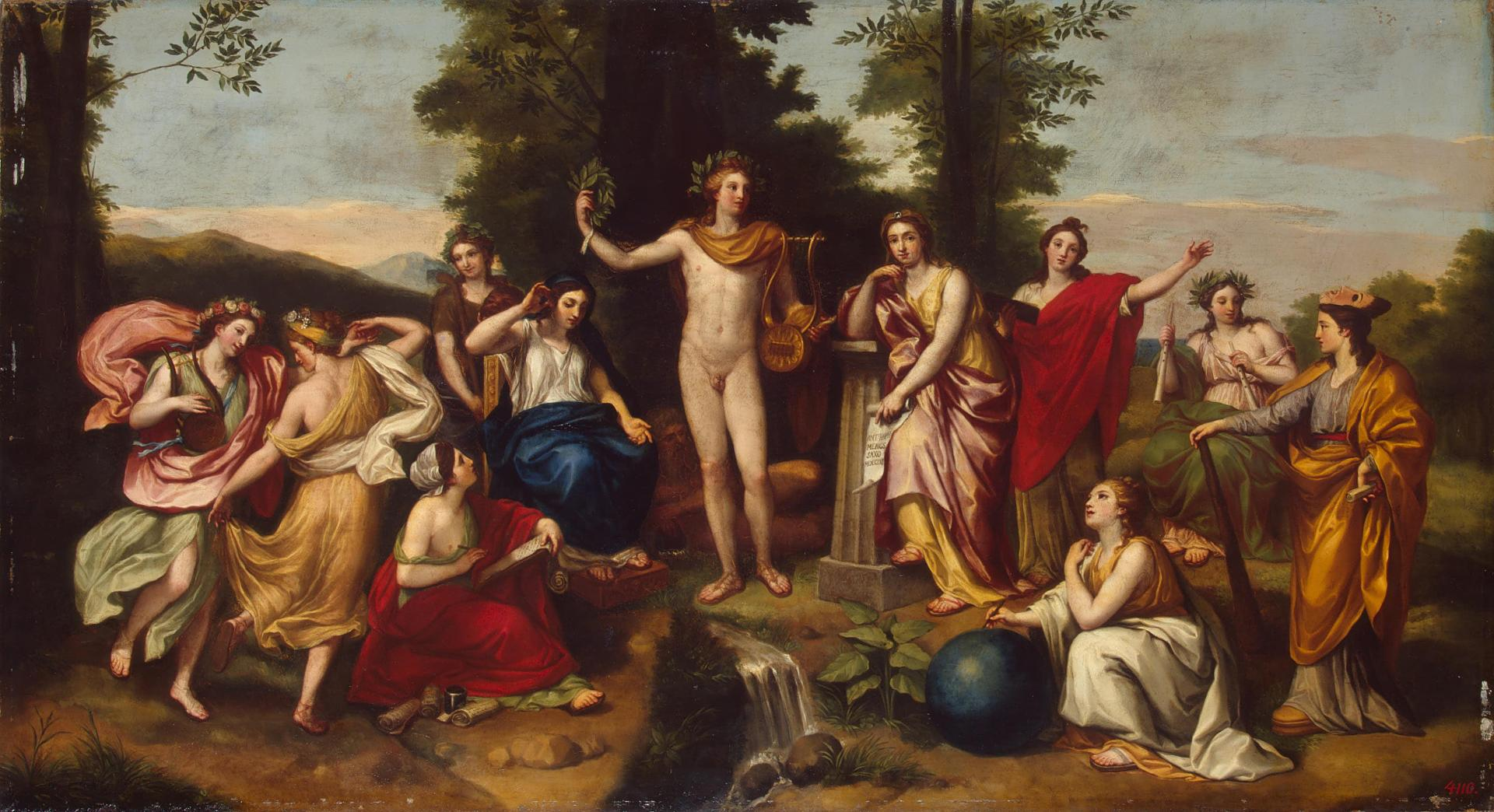
Anton Raphael Mengs: Parnaso, 1760-1761, Villa Albani.

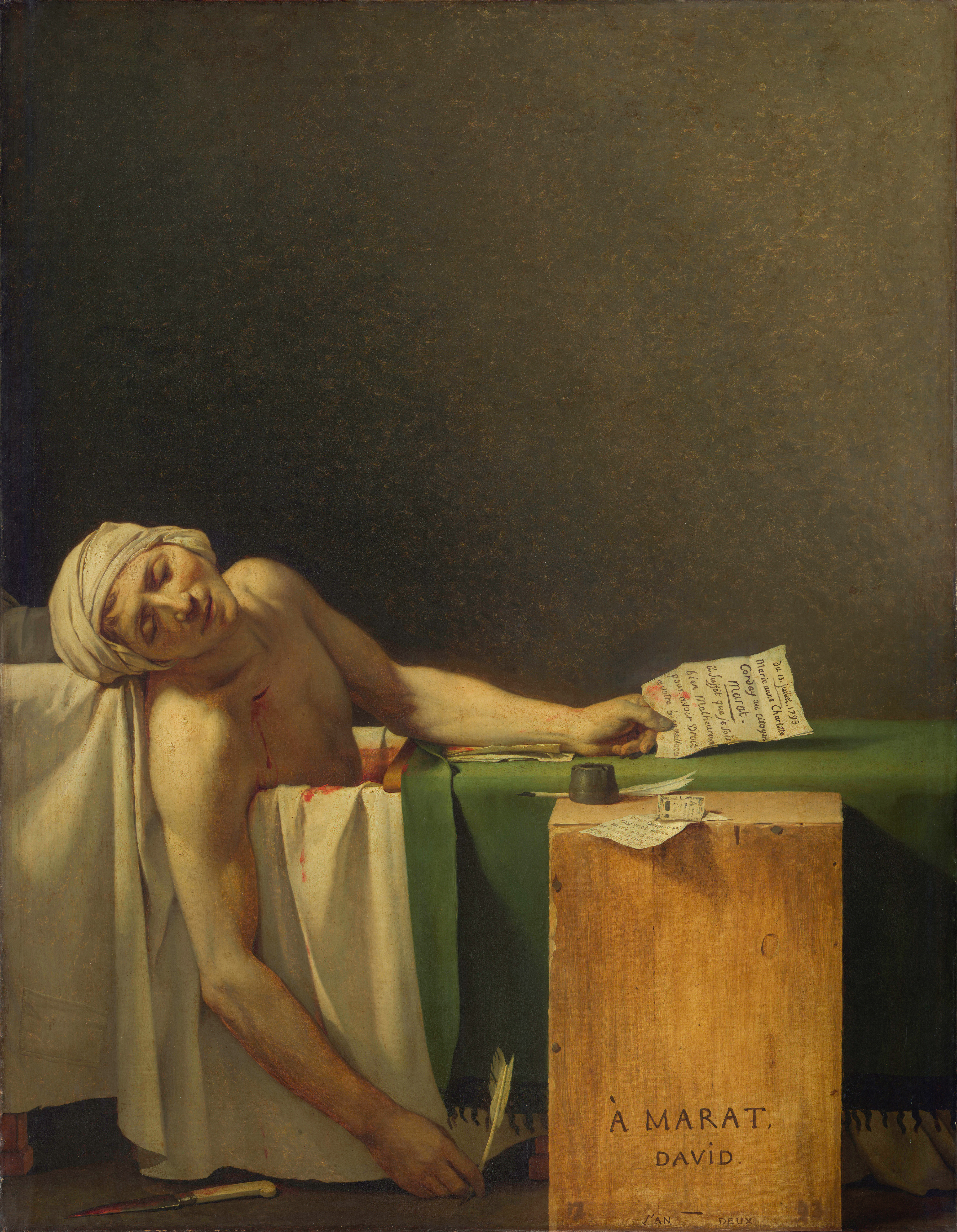
Jacques-Louis David: Marat assassinado, 1793, Museus Reais de Belas-Artes da Bélgica.

Jean Auguste Dominique Ingres: A apoteose de Homero, 1827, Museu do Louvre.

As alterações políticas da época, nomeadamente o término do absolutismo e a chegada da Revolução Francesa, levam a uma necessidade geral de ruptura com o passado próximo e com a sua estética associada, o barroco. Também a nova prioridade dada ao racionalismo e ao novo modo de percepção do mundo, que emerge com o iluminismo, abala a fé religiosa e relega para segundo plano as temáticas artísticas relacionadas com o espiritual, colocando em seu lugar o gosto pelo historicismo.
A pintura neoclássica foi um típico representante da tradição acadêmica, um sistema artístico organizado em claras hierarquias de valor, que prescrevia um treinamento técnico rigoroso e prolongado, onde a autoridade moral e artística dos mestres consagrados pela história era a diretriz mais alta. Nesse sistema, se pensava que o gênero mais apto a transmitir uma mensagem moral edificante era o histórico, incluindo nesta definição a recriação de cenas da antiguidade, ou de seus mitos e alegorias, mas também abordando eventos contemporâneos marcantes que tivessem um potencial educativo. Por tal capacidade, a pintura histórica era a mais prestigiada, e a que podia dar acesso ao pintor às instâncias consagradoras mais cobiçadas. Prevendo uma função social para a arte, os acadêmicos neoclássicos davam seguimento a uma tradição idealista que de fato remontava ao sistema pedagógico da paideia adotado na Grécia Antiga, cujo objetivo era a formação integral do cidadão para o cumprimento de seu papel na comunidade e a conquista da felicidade, usando a arte como um instrumento privilegiado para a realização desses objetivos, atribuindo-lhe um grande poder transformador sobre os indivíduos.
No despontar de uma nova era, torna-se imperial para os artistas, e para a sociedade em geral, a busca pelo verdadeiro, a pureza, a integridade moral e a virtude cívica, e a fonte indicada para esse objectivo é a antiguidade clássica e a sua arte. A arte greco-romana é a expressão ideal da "nobre simplicidade e a tranquila grandeza", as linhas clássicas, claras e simples, surgem como um bálsamo para os que reagem contra as formas exageradas e excessivas do barroco. Ao contrário dos escultores neoclássicos, que podiam se inspirar na observação direta de numerosas estátuas autênticas da antiguidade que sobreviveram em monumentos, palácios e museus, ou foram desenterradas em escavações, os pintores não tinham muito material de referência além de descrições literárias, já que praticamente toda a pintura clássica original foi perdida. Desse modo, a maior influência assimilada pelos neoclássicos vai ser aquela deixada pelos artistas do renascimento e do maneirismo, que também tinham grande interesse pela antiguidade e tentaram à sua maneira recriá-la. O italiano Rafael Sanzio, em particular, era considerado o mais perfeito modelo. Nicolas Poussin, pintor do barroco francês, e Annibale Carracci, do maneirismo italiano, também eram muito admirados como grandes classicistas. Mas esta interpretação neoclássica do passado vai assumir características diferentes daquelas assumidas durante o renascimento. Os artistas neoclássicos vão basear-se na sua estética e em suas motivações políticas e educativas, mas vão atribuir-lhes um novo significado e um novo conteúdo, vão usá-las como invólucro da visão contemporânea do mundo e da nova sociedade que se formava, cujos princípios a pintura tanto promoveu quanto ajudou a consagrar.
Pode ser difícil recriar hoje o impacto que a pintura exercia sobre o público naquele tempo, especialmente a grande pintura histórica. Os mestres mais celebrados tinham como clientes os Estados, a nobreza e a mais rica burguesia, suas criações valiam fortunas, e as mais famosas eram reproduzidas em outras pinturas e como gravuras que circulavam amplamente, e às vezes eram encenadas como "quadros vivos" em teatros do interior. Os salões acadêmicos mais prestigiados, de Paris, Roma e Londres, onde as academias expunham e premiavam o melhor de suas classes e a produção dos mestres, e depois de muita resistência, também artistas independentes, atraíam multidões locais e do estrangeiro, e se tornavam invariavelmente centros de acalorada polêmica sobre as novidades que os artistas traziam à luz, com defensores de diferentes tendências lutando pela supremacia, muitas vezes transbordando para a dimensão do escândalo público.
Anton Raphael Mengs, um alemão que trabalhou na Itália, é o principal pioneiro do movimento. Sua pintura mural Parnaso, criada para o cardeal Albani, é referência básica. Outros nomes importantes são Joseph-Marie Vien, Andrea Appiani, Benjamin West, Elisabeth Vigée-Lebrun, Antoine-Jean Gros, Jean-Baptiste Greuze, Angelica Kauffmann e Jean Auguste Dominique Ingres, mas houve muitos mais. Na teoria, pontificou primeiro Johann Joachim Winckelmann, com os pintores Sir Joshua Reynolds na Inglaterra e depois Jacques-Louis David na França como outros grandes árbitros na teoria e no ensino. Durante o apogeu de David, que também conquistou proeminência política no período revolucionário, a corrente principal da pintura neoclássica foi orientada decisivamente pela estética que ele cristalizou em uma série de obras que são verdadeiros discursos patrióticos imbuídos de aguda crítica social, que causaram enorme sensação quando surgiram no cenário artístico francês, contagiando rapidamente outras nações. Até hoje ele é considerado o representante mais típico do neoclassicismo na pintura e um dos principais pioneiros da arte moderna.
A partir das primeiras décadas do século XIX a concepção que a sociedade tem da arte transforma-se progressivamente, a classe média se educa em arte através da proliferação de críticas e matérias ilustradas na imprensa popular, adquire maior autonomia em suas opiniões e escolhas, e passa em poucas décadas a ser um mercado importante de arte, coincidindo com o auge da Revolução Industrial. Várias coleções de arte privadas são abertas ao público, e um dos primeiros espaços a se transformar em museu é o palácio do Louvre. A arte passa, cada vez mais, a ser uma atividade exposta aos olhos de todos, concebida como importante instrumento educativo. O artista também ganha mais prestígio social e liberdade criativa. Os estilos pictóricos evoluem antes para momentos, onde é cada vez mais difícil apontar com precisão as diretrizes condutoras de cada um. Vários estilos desenvolvem-se em paralelo, e dentro de cada estilo, cada artista segue o seu próprio caminho, sendo a corrente romântica a maior concorrente do neoclassicismo. Quebra-se definitivamente a unidade na arte, e através do individualismo e da ênfase na originalidade e no novo em detrimento da tradição, traços distintivos do romantismo, abre-se o caminho para o academismo multiforme de meados do século XIX, caracterizado por um ecletismo aburguesado e sentimental, com marcado amor pelo exotismo de países distantes, o ornamental, os folclores nacionais, a idade média e o cotidiano das pessoas comuns, encontrando nisso outras verdades dignas de apreço que haviam sido antes desprezadas e relegadas para as margens da cultura oficial. Mesmo através dessas mudanças de gosto, técnica e intenções, a pintura neoclássica permaneceu uma referência respeitada até o início do século XX, e depois de um relativo ofuscamento sob o longo reinado modernista — embora tenha resguardado um prestígio significativamente maior do que conseguiram os ecléticos acadêmicos posteriores — há algumas décadas voltou a garantir uma posição de grande importância na história da pintura do ocidente, tendo deixado numerosa produção em praticamente todos os países da Europa e América, além de ter tocado vários outros locais do mundo onde a influência ocidental se fez sentir.

### Características formais

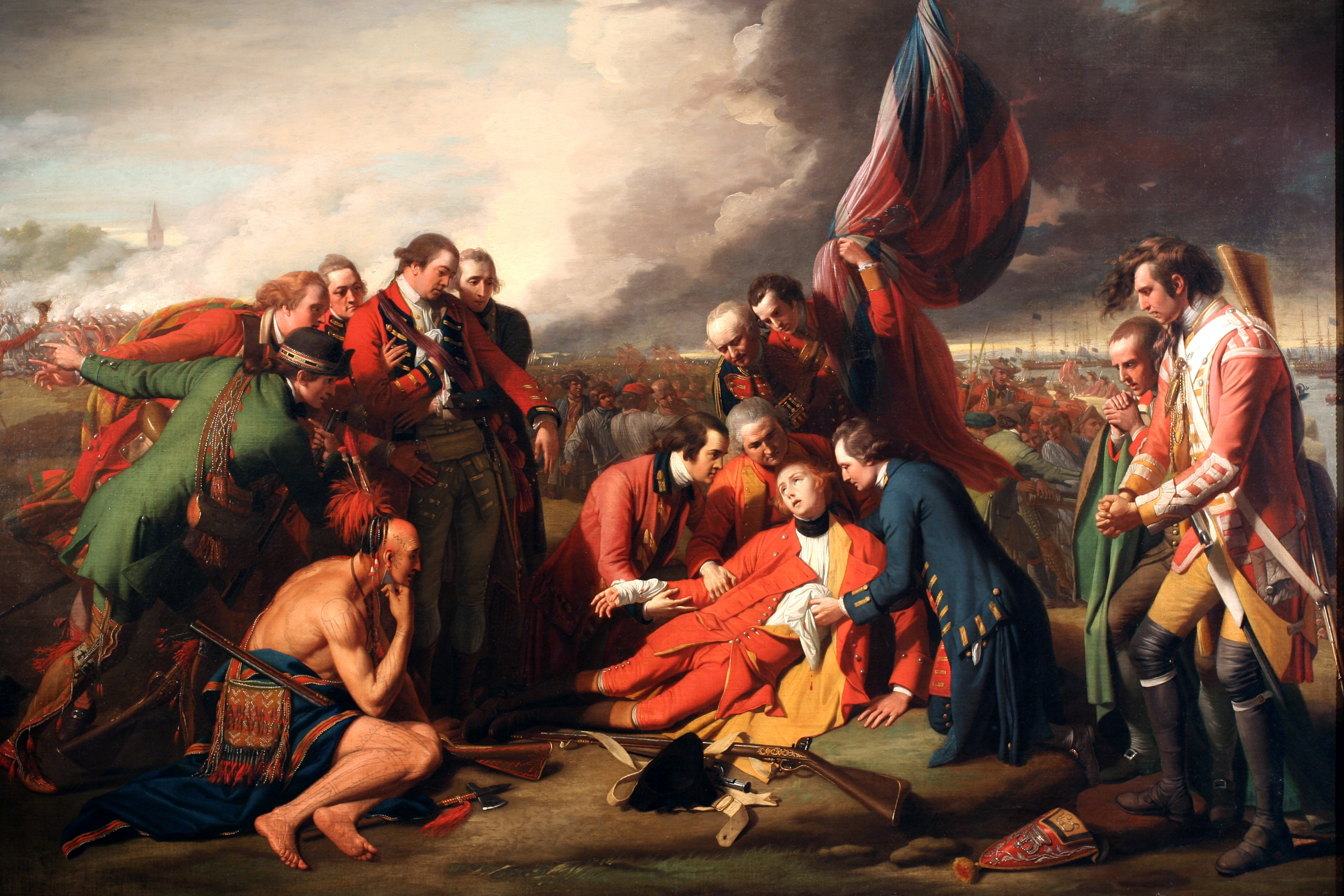
Benjamin West: A morte do general Wolfe B. West, 1770, Galeria Nacional do Canadá.

A pintura neoclássica é uma pintura de forte realismo, no sentido de se preocupar com transmitir uma impressão convincente do mundo físico real, mas não atinge o nível de realismo obtido pela fotografia ou pelas escolas contemporâneas hiper-realistas de pintura. Difere ainda dos princípios da corrente estética denominada propriamente de realismo, que surgiu na segunda metade do século XIX desprezando o idealismo que também fazia parte da representação neoclássica. A linha, associada desde o renascimento ao intelecto e à razão, assume para os neoclássicos maior importância do que a cor, associada principalmente aos afetos e paixões, ao contrário da expressividade pictórica do romantismo. Sempre narrativa, a pintura neoclássica tem uma retórica própria, bem como sua própria gramática e sintaxe visuais, adequadas a cada gênero.
O neoclassicismo mais paradigmático e famoso, o das grandes cenas históricas, é em geral uma encenação teatralizada com propósito de utilidade pública, concebida para que obtenha a máxima eficiência funcional, e por isso a grande ênfase no ilusionismo realista. No entanto, as cenas vivem da composição formal, são harmoniosas, mesmo as mais dinâmicas, os elementos possuem contornos bem definidos e são dispostos em planos ortogonais equilibrados. De um modo geral as figuras assumem uma postura convencionalizada, onde a luz direcionada ajuda à criação de um ambiente teatral, resultando numa imagem sólida e monumental. No aspecto da técnica, o ideal da corrente era uma textura lisa, sem grandes acidentes, com pinceladas quase invisíveis e passagens muitos sutis entre os tons, coisas favorecidas pela versátil técnica do óleo, a preferencial. Pensava-se que a maior prova de maestria de um pintor era ocultar-se na pincelada mas exibir a grandeza de sua inventividade e a amplitude de seu intelecto numa composição magistral, orquestrada basicamente através do desenho.
No entanto, o elevado grau de ilusionismo e a materialidade "invisível" da pintura neoclássica são conquistas técnicas altamente sofisticadas. As academias da época tinham critérios rigorosos de disciplina sistematizada em classes graduadas de natureza profissionalizante, comparável ao sistema universitário moderno. A simbiose conseguida entre idealismo e realismo dá à pintura neoclássica de melhor qualidade um grande poder evocativo. Eram requeridos anos de estudo árduo para a arte ser dominada, estudos que envolviam também óptica, geometria, anatomia e observação da natureza, cópia de obras célebres e educação em uma variedade de outras matérias, incluindo história antiga e moderna, religião, mitologia clássica e cultura de várias nações, destinadas a ampliar os conhecimentos gerais dos estudantes, apresentando-os também à produção dos mestres consagrados tidos como modelos, às regras da boa composição e às convenções simbólicas que regiam a retórica das imagens. Adestrava-se, assim, metodicamente, suas capacidades de criação de mensagens visuais bem fundadas factualmente, sólidas artesanalmente, de bom gosto e bom estilo, e convincentes em termos narrativos. Mas não só as cenas históricas foram favorecidas. A retratística em especial experimentou grande florescimento, cenas domésticas e rurais também tinham mercado, e em alguns locais a estética austera e moralizante do neoclassicismo foi vista como adequada para a iconografia religiosa, tirando temas da Bíblia, de escritores sacros e das vidas de santos.
A pintura neoclássica muitas vezes se aproxima ou se confunde com a pintura do romantismo, porque esta também deu grande valor à tradição clássica, de onde obteve muitos de seus temas, e porque teve na natureza outra grande fonte de inspiração, além de ser movida por fortes impulsos éticos, desejando uma purificação da vida humana para uma sociedade mais justa, natural e igualitária, traços que também eram parte do programa neoclássico. No entanto, a pintura romântica mais típica se distingue pela composição mais dinâmica e assimétrica, pelo tratamento mais emocional dos temas — chegando a arroubos místicos e, em algumas subcorrentes, a um culto pelo mórbido, pelo irracional, pelo fantástico e pelo bizarro — e por uma técnica mais livre, onde a linha se torna mais imprecisa, as pincelas ficam mais evidentes e as manchas de cor adquirem função estrutural.

## Gêneros

### Pintura Histórica
A pintura histórica é o gênero associado à pintura neoclássica. Os temas que exaltam valores de heroísmo ou virtudes morais são retirados das histórias antigas de Homero ou Plutarco. História romana e grega ( o Juramento dos Horácios , as Sabinas , Leônidas nas Termópilas , a Morte de Sócrates ), mitologia ( Andrômaca lamentando a morte de Heitor , A educação de Aquiles ), pintura histórica moderna e contemporânea ( Molé e o faccioso , Bonaparte na ponte de Arcole ) e pintura de história religiosa.

### Retrato
O retrato neoclássico vem evoluindo desde o início do movimento, ainda influenciado pela estética do retrato barroco e rococó. O gênero abandona o meio acadêmico para se tornar um gênero aristocrático e burguês marcado pelos primeiros retratos da sociedade e que encontramos em Pompeo Batoni. Ele é especialista em retratos de viajantes ingleses e russos em seu Grand Tour. Os seus retratos retratam a modelo num cenário de ruínas antigas onde se podem reconhecer ao fundo algumas esculturas clássicas. O artista traduz as teorias do pintor Joshua Reynold, defensor do retrato intelectual, cujo objetivo é propor uma representação social do modelo que vá além da simples semelhança. 
Após a Revolução, as antiguidades influenciaram a moda feminina. As mulheres adotaram o traje “antigo” marcado pela simplicidade do corte e pela transparência dos tecidos. Essa moda se reflete nos retratos femininos neoclássicos, cujo exemplo mais significativo é o retrato de Madame Récamier feito por Jacques-Louis David. O carácter antigo da pintura é reforçado pela simplicidade do tratamento pictórico, característico do artista, nomeadamente nos fundos nus pintados em pinceladas.

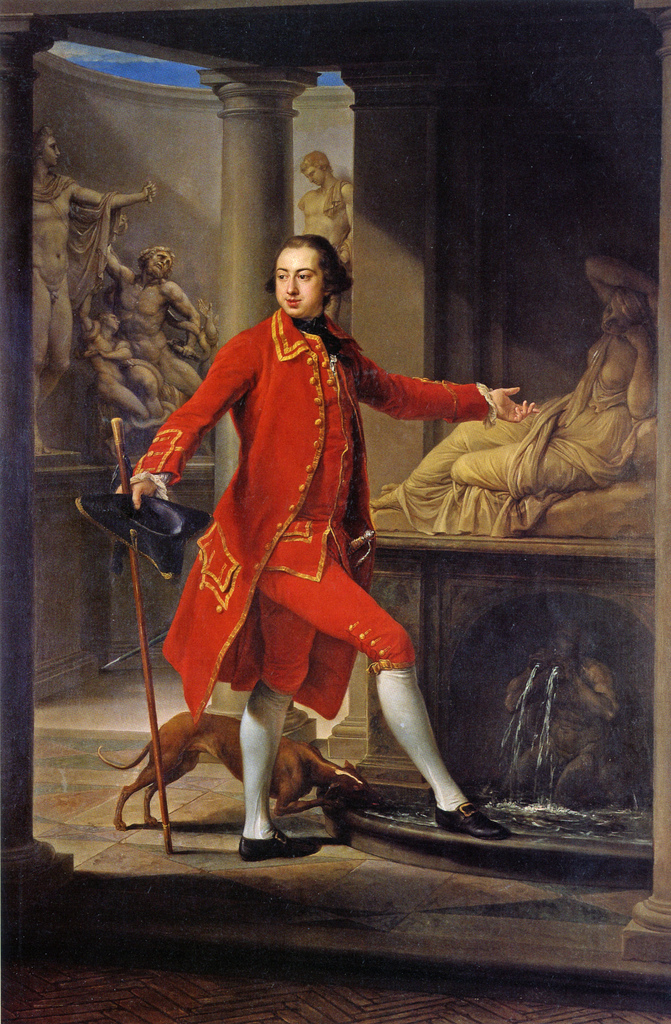
Pompeo Batoni, retrato de Thomas Dundas (1764).
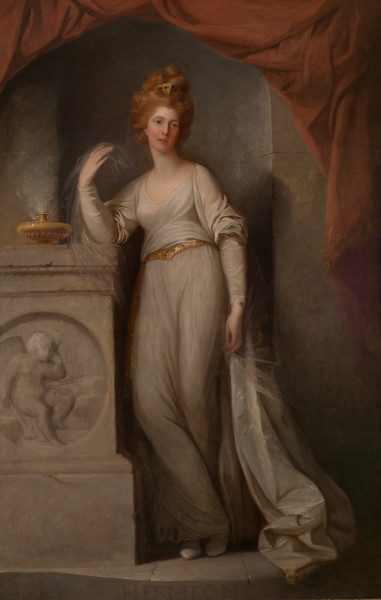
Angelica Kauffmann, retrato de Élizabeth Hartley (1774).
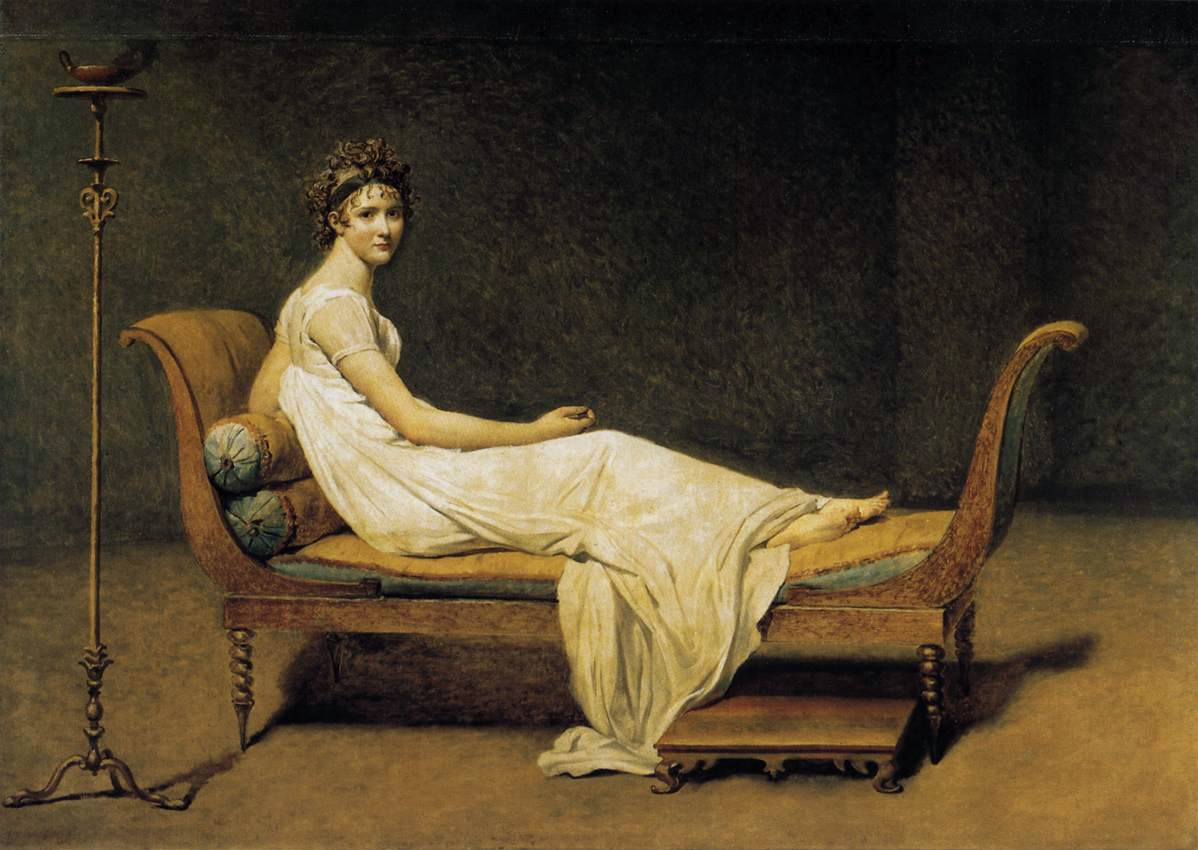
Jacques-Louis David, Madame Récamier (1800).

### Nus
Tema central do neoclassicismo (tanto na pintura quanto na escultura), o nu é o tipo de representação que visa mostrar a perfeição das formas. O retorno a um ideal formal herdado da antiguidade opõe-se aos exageros do Barroco e à sensualidade do Rococó. Do aparecimento neste período de nus masculinos de tendência heróica, simbolizando coragem, virtude, de estilo limpo e suave, e de tez sóbria, inspirados em mármores antigos. 

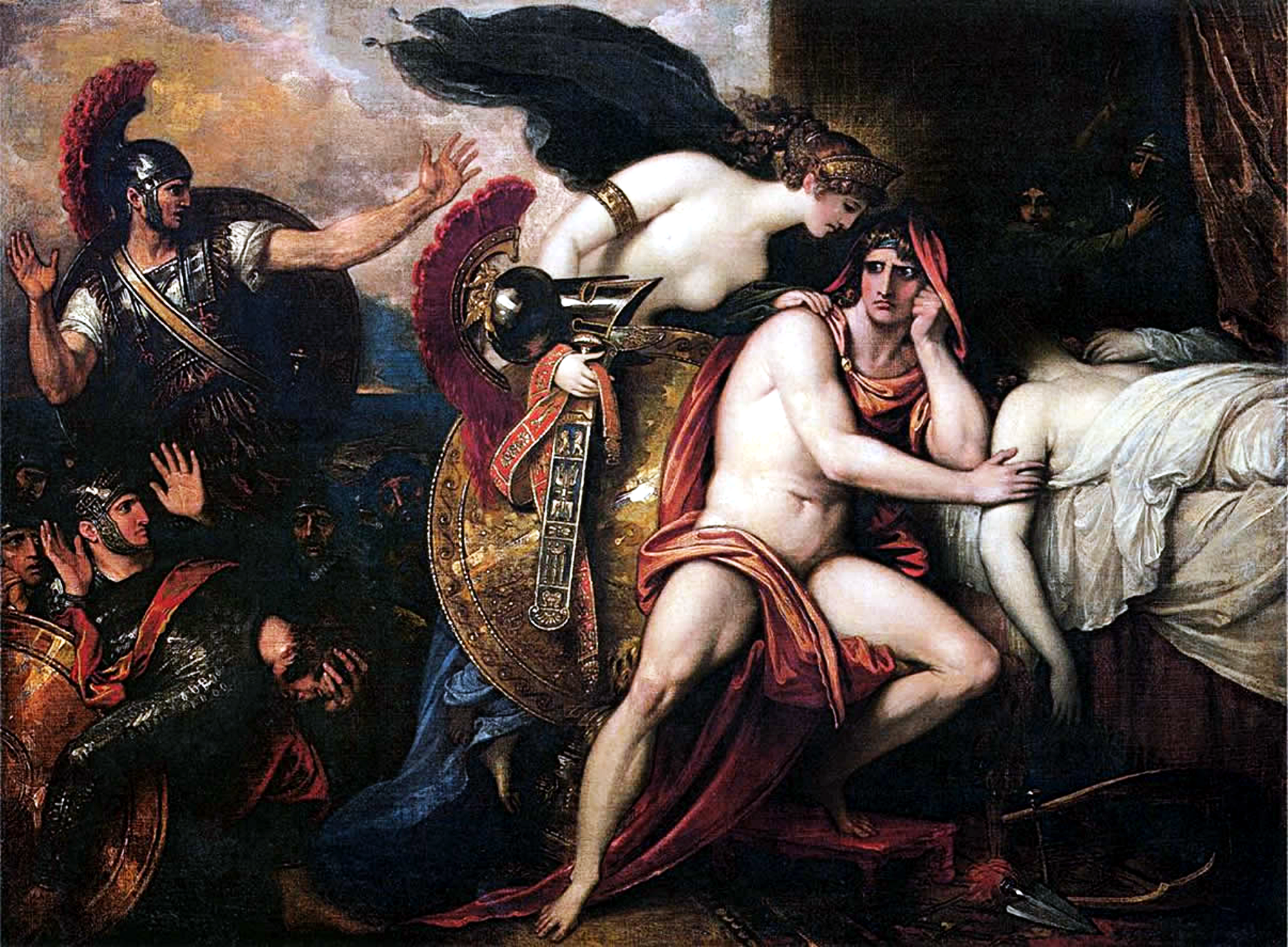
Benjamin West Thetis Bringing Armor to Achilles (1806).
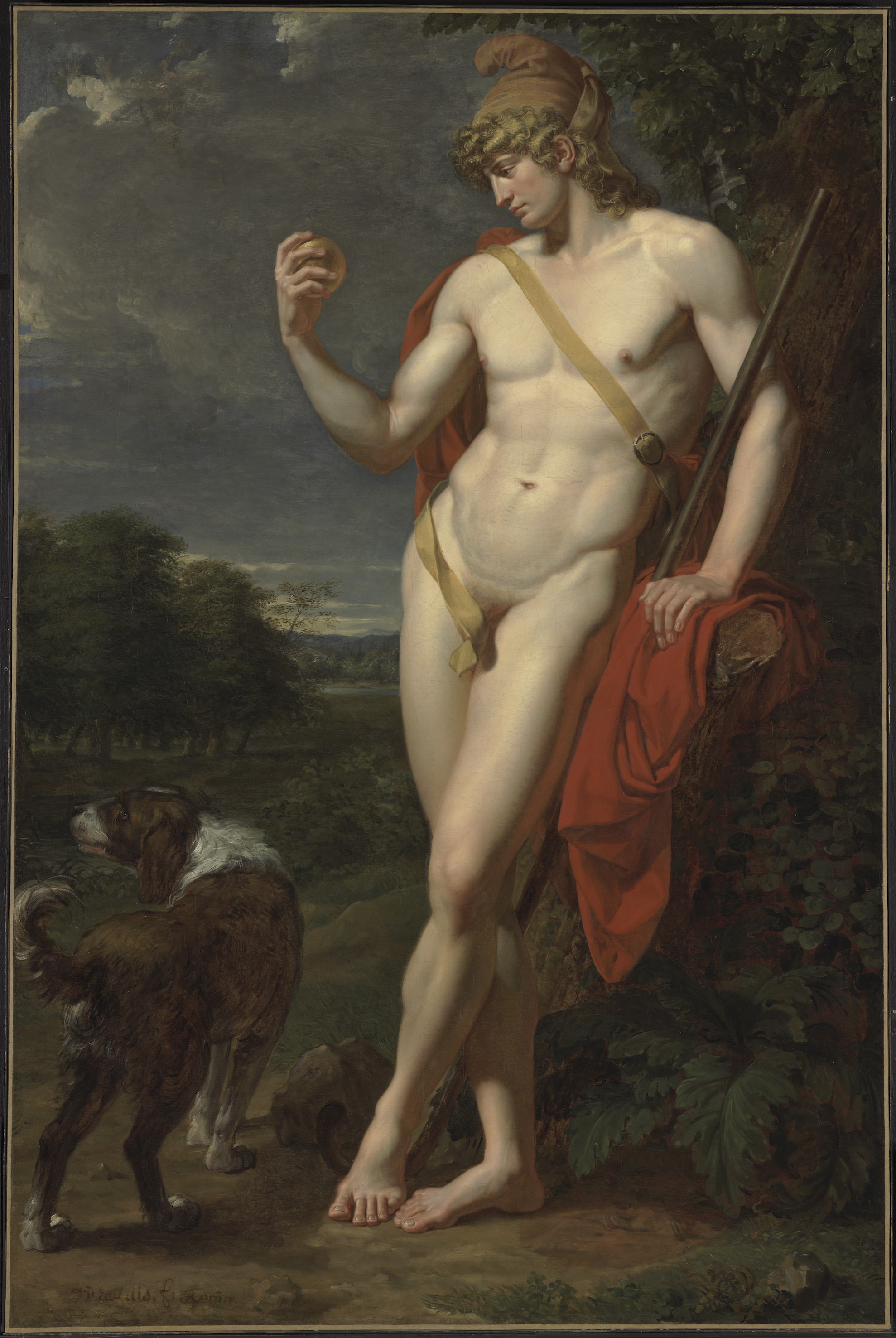
Jean-Baptiste Frédéric Desmarais, le Berger Paris (1787).
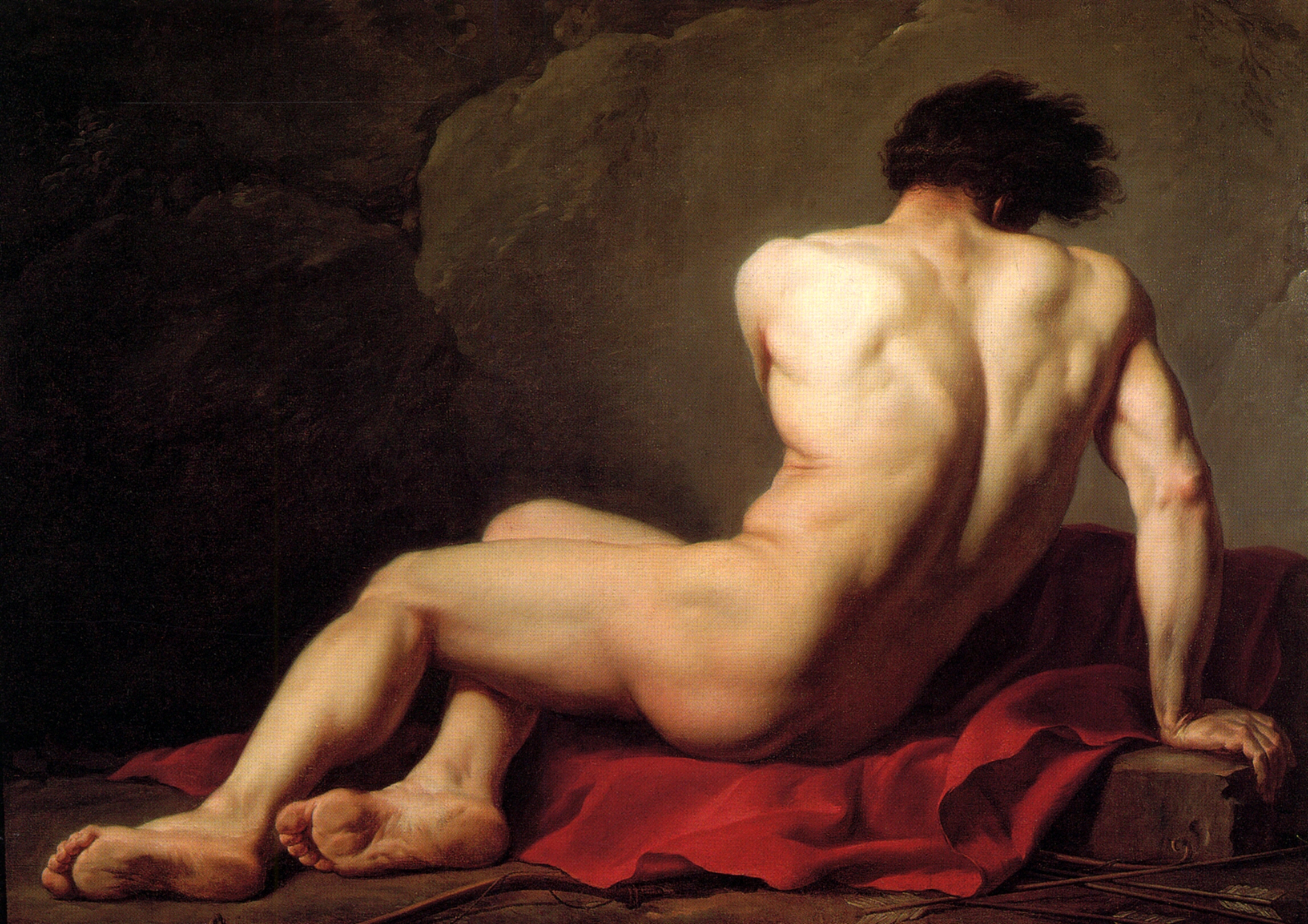
Jacques-Louis David, étude de nu dit Patrocle (1780).
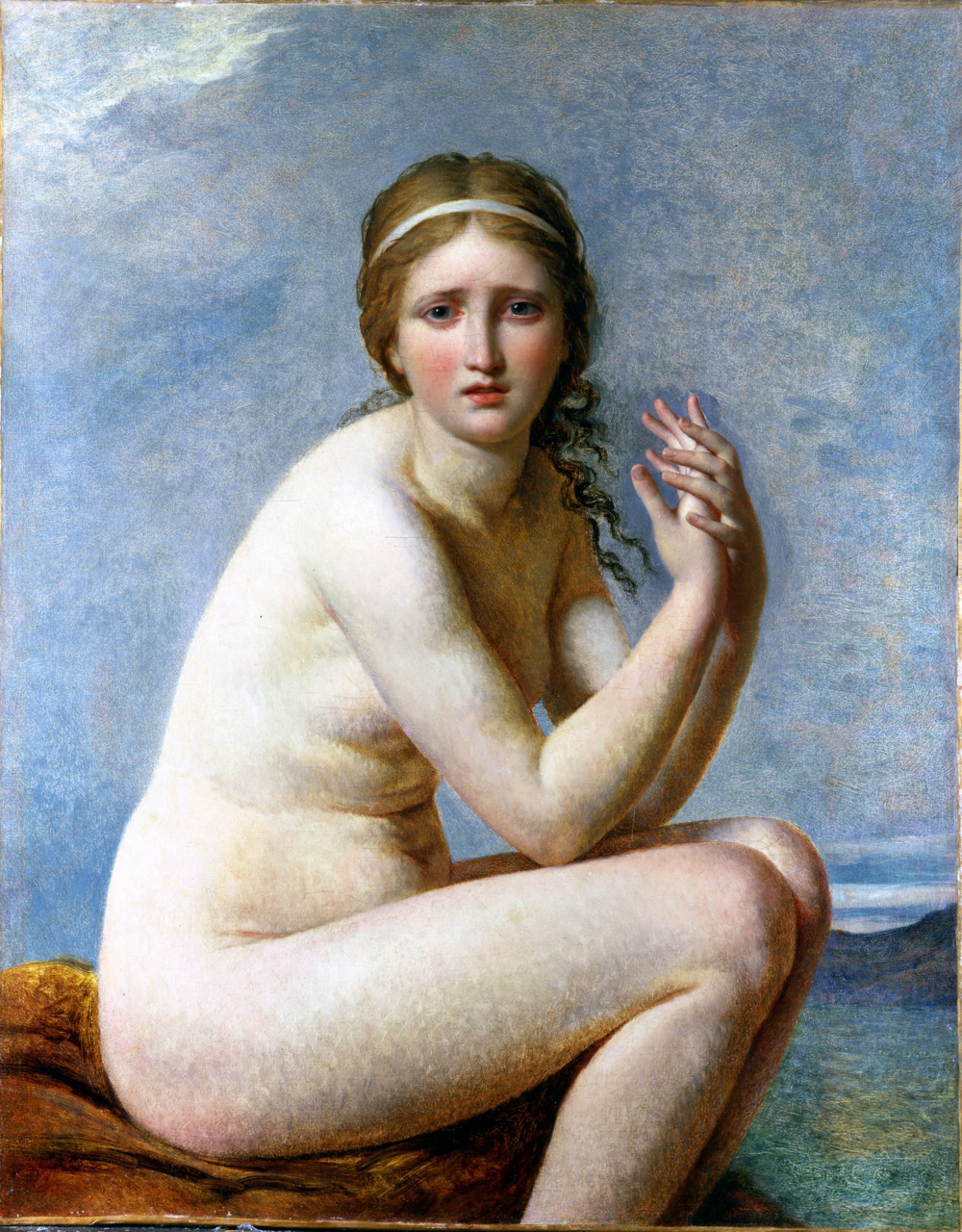
Jacques-Louis David, Psyché abandonnée (vers 1795).
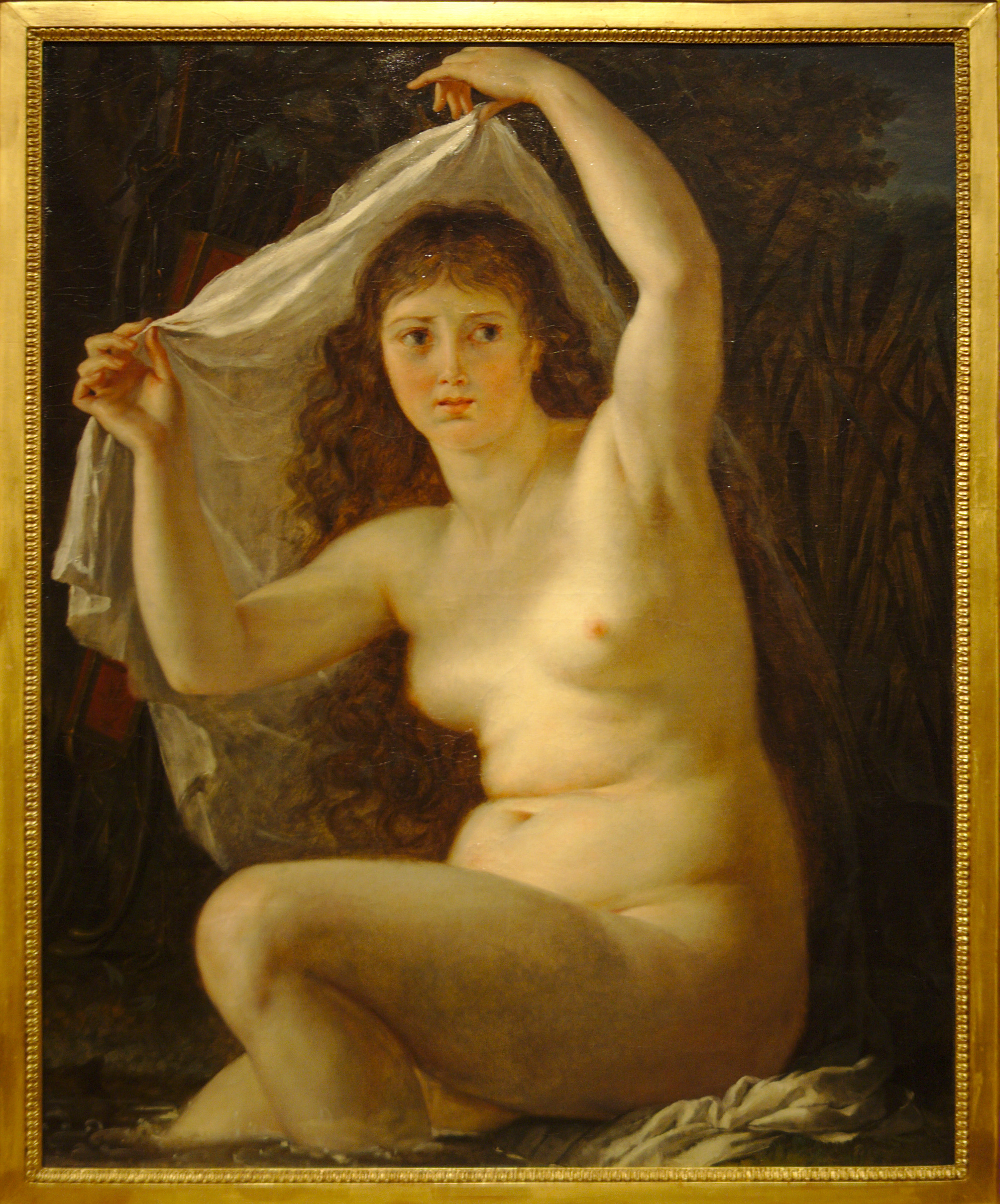
Antoine-Jean Gros, Baigneuse.
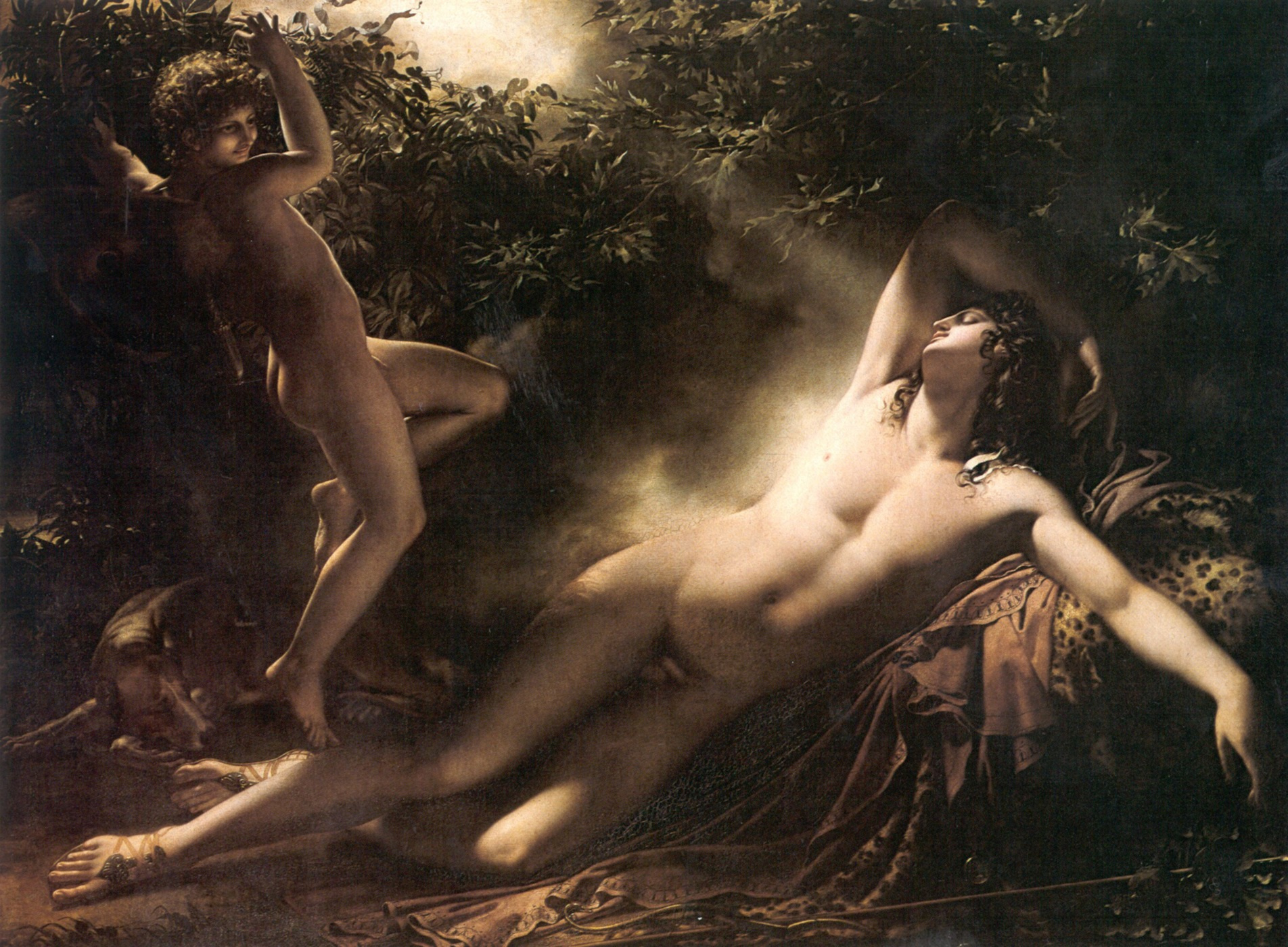
Anne-Louis Girodet, Le Sommeil d'Endymion (1791).
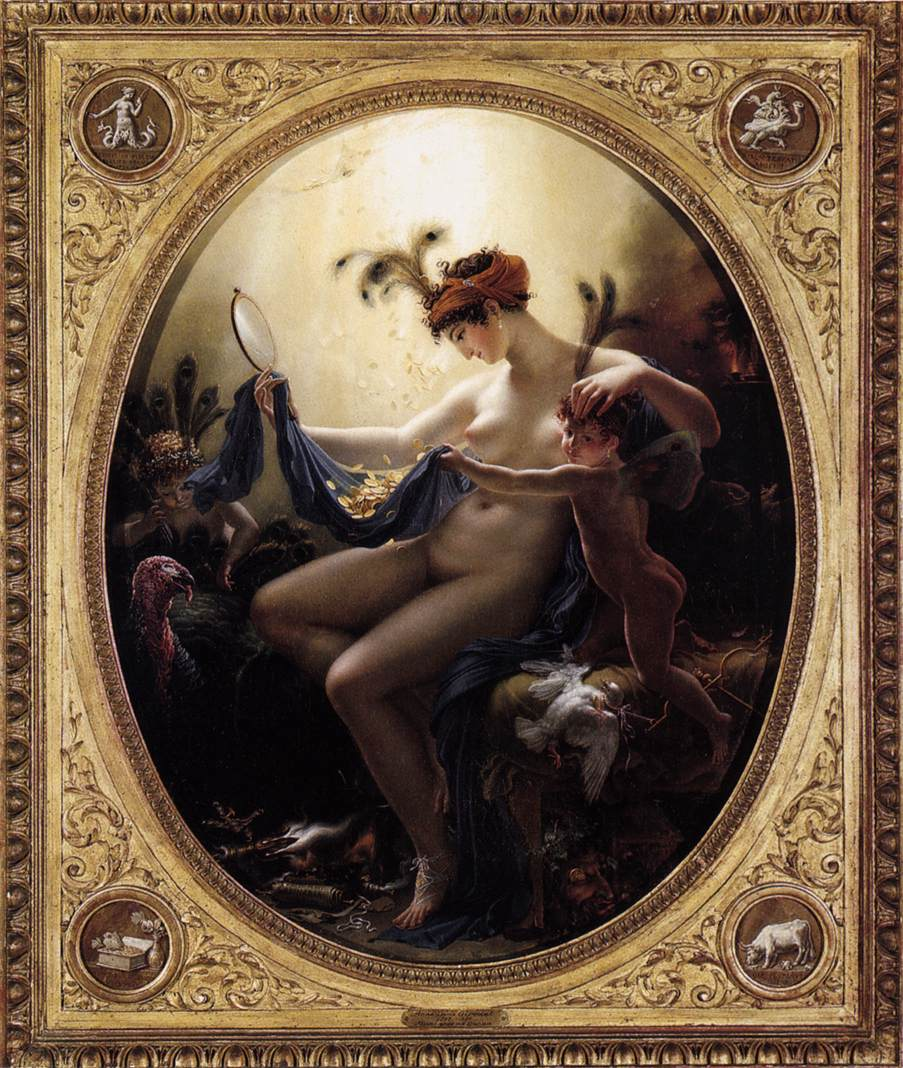
Anne-Louis Girodet, Mademoiselle Lange en Danaë (1799).
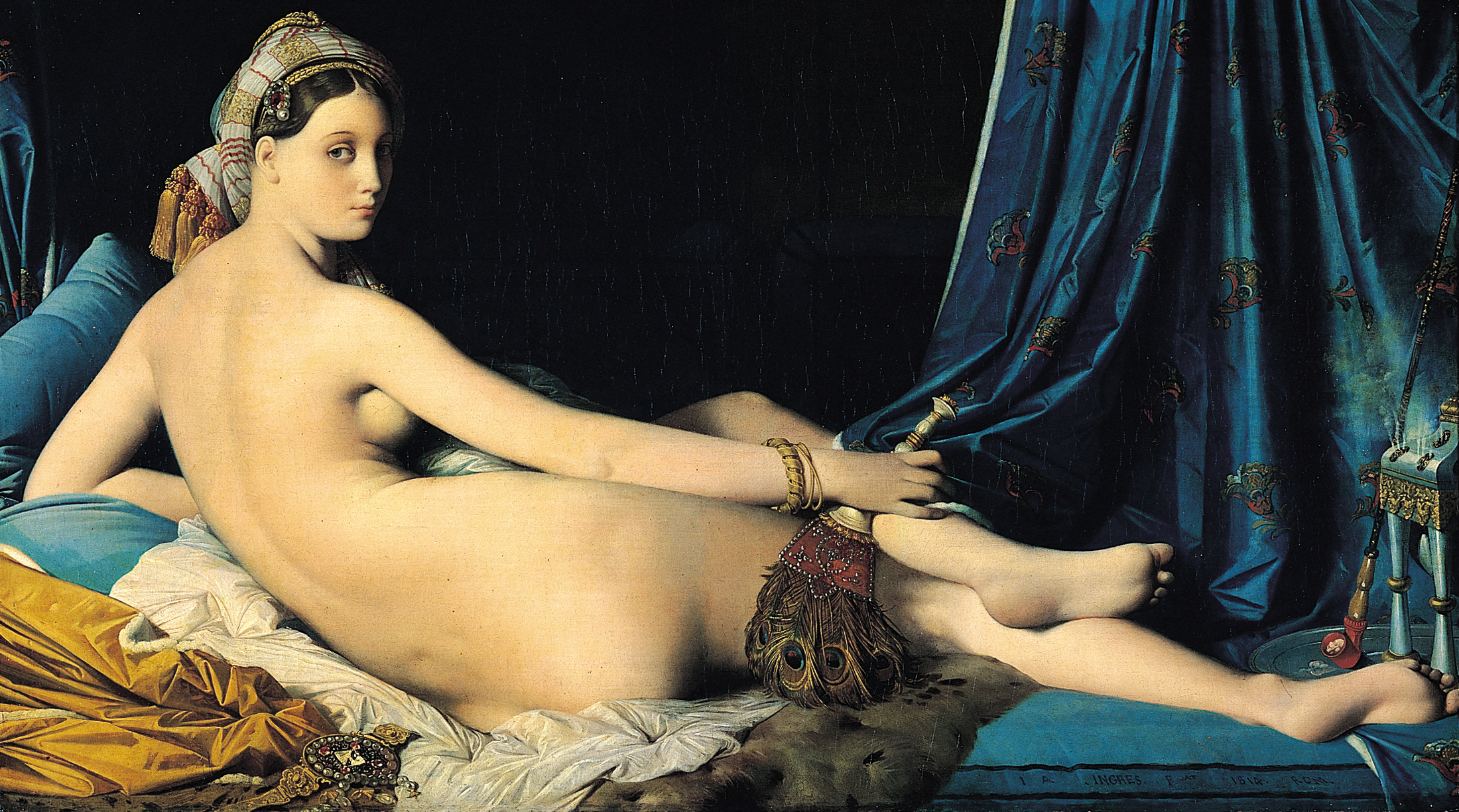
Jean-Auguste-Dominique Ingres, La Grande Odalisque (1814).
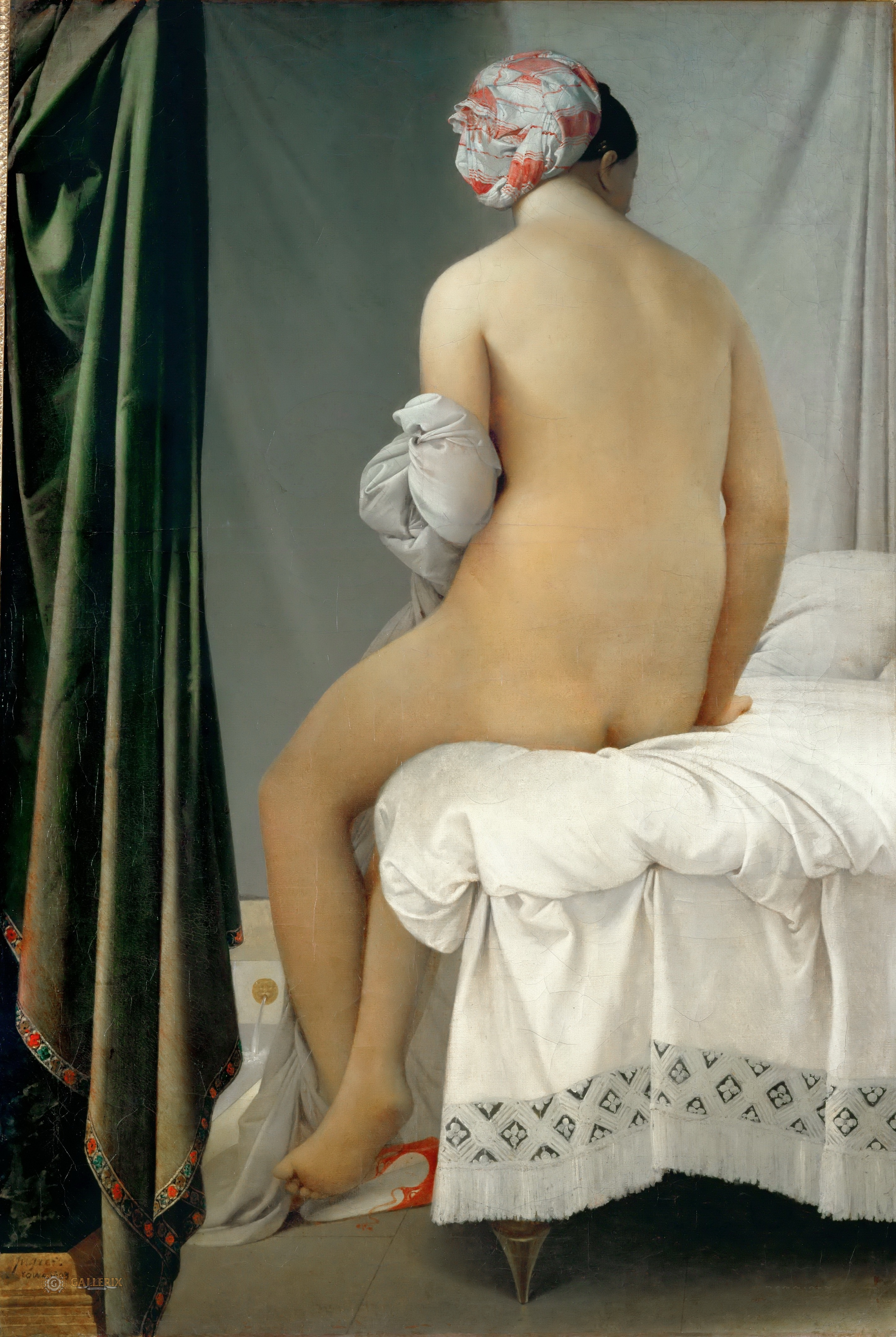
Jean-Auguste-Dominique Ingres, La Baigneuse Valpinçon (1808).
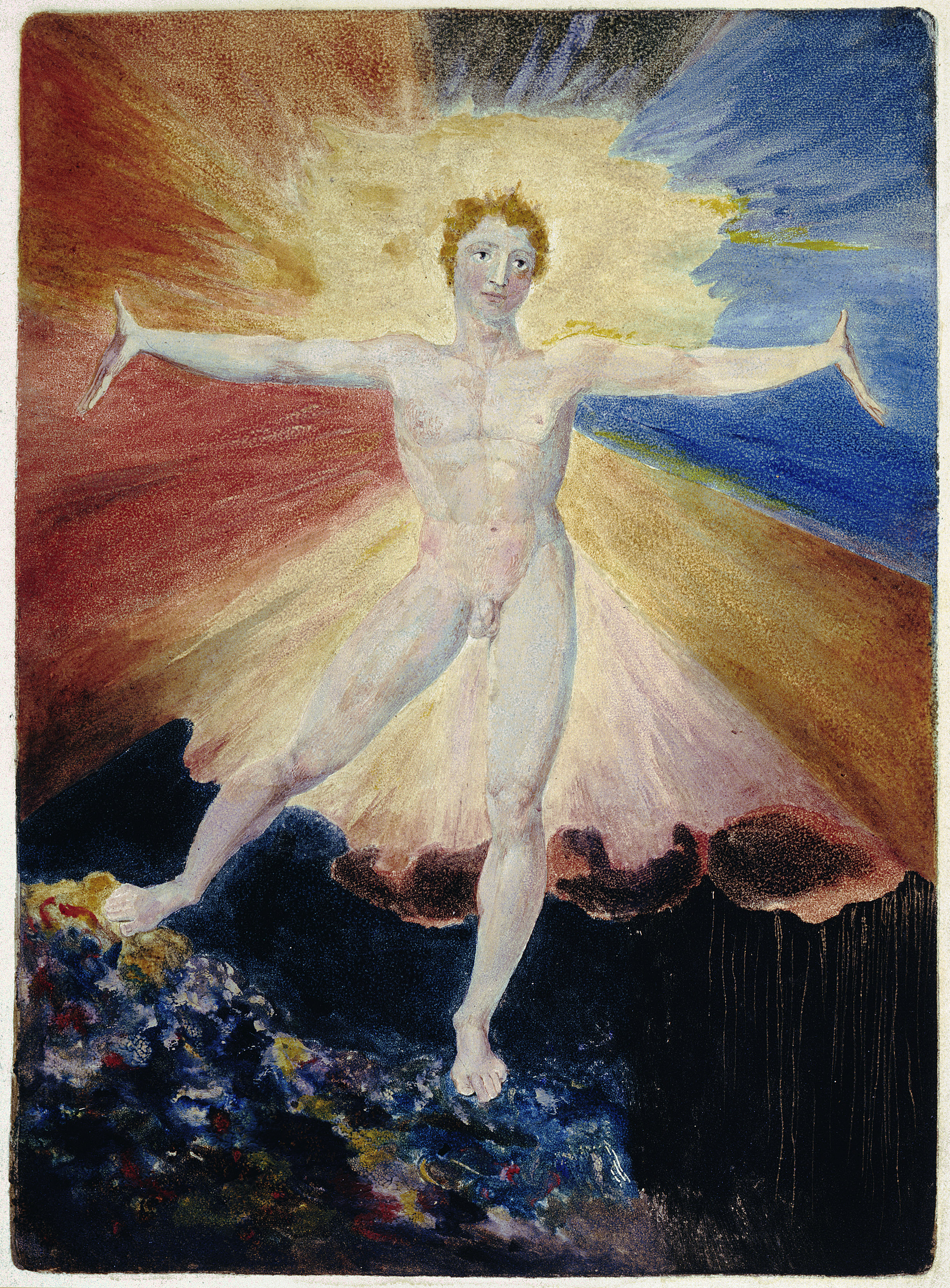
William Blake, Albion rose (1793).

### Paisagem
O gênero paisagístico neoclássico deve mais à influência de Nicolas Poussin e Claude le Lorrain do que à da antiguidade, da qual havia muito pouca evidência na pintura. Na França, Pierre-Henri de Valenciennes é o principal representante. Ele é seguido por Nicolas Antoine Tauna, seu discípulo Jean-Victor Bertin e Jean-Joseph-Xavier Bidauld. A paisagem neoclássica é caracterizada pela representação de arquitetura antiga à maneira de Poussin, inspirada em temas históricos ou mitológicos, com marcadas perspectivas geométricas, estilo claro e nitidez de planos.. A paisagem neoclássica inspirou pintores como Camille Coro, que foi aluno de Bertin, ou Joseph Mallord William Turner, que pintou diversas paisagens de inspiração neoclássica, onde faz referência a Valenciennes e às composições verticais de Bertin, acrescentando-lhe um toque mais pessoal.
Na Alemanha, a paisagem neoclássica foi introduzida na pintura pelo pintor bávaro Johann Christian Reinhart, que se estabeleceu em Roma e liderou um grupo de pintores de paisagens, o mais notável dos quais foi Joseph Anton Koch.  Eles se opõem a uma imitação da realidade defendida por outro paisagista alemão, Jacob Philipp Hackert, formado por Nicolas-Blaise Lesueur, mais marcado pela tradição francesa da paisagem clássico-barroca. 

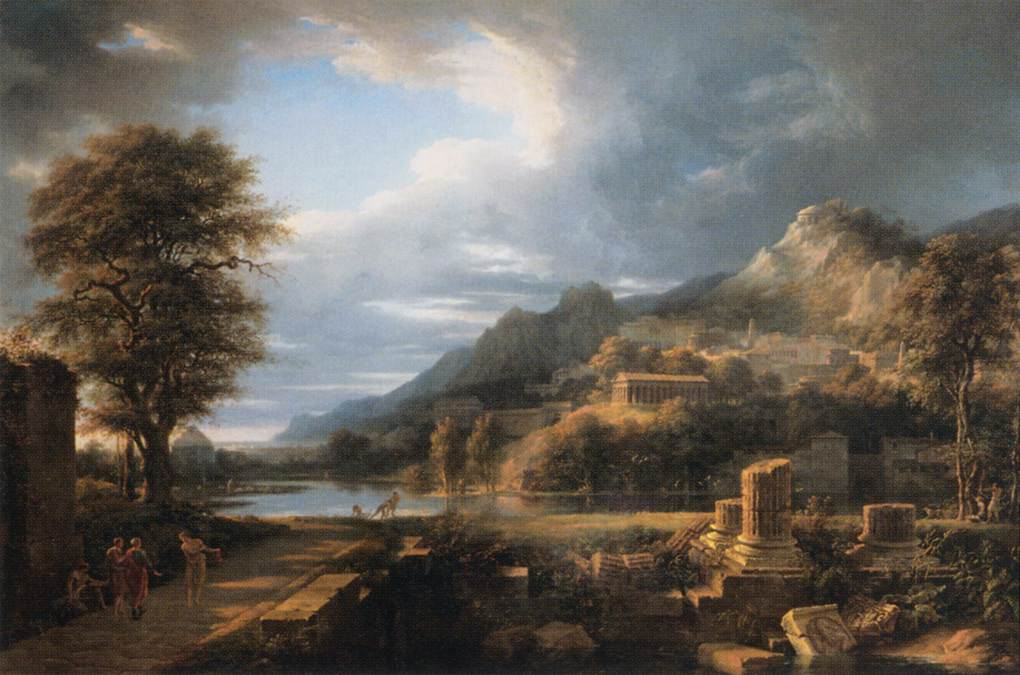
Pierre-Henri de Valenciennes, L'ancienne ville d'Agrigente.
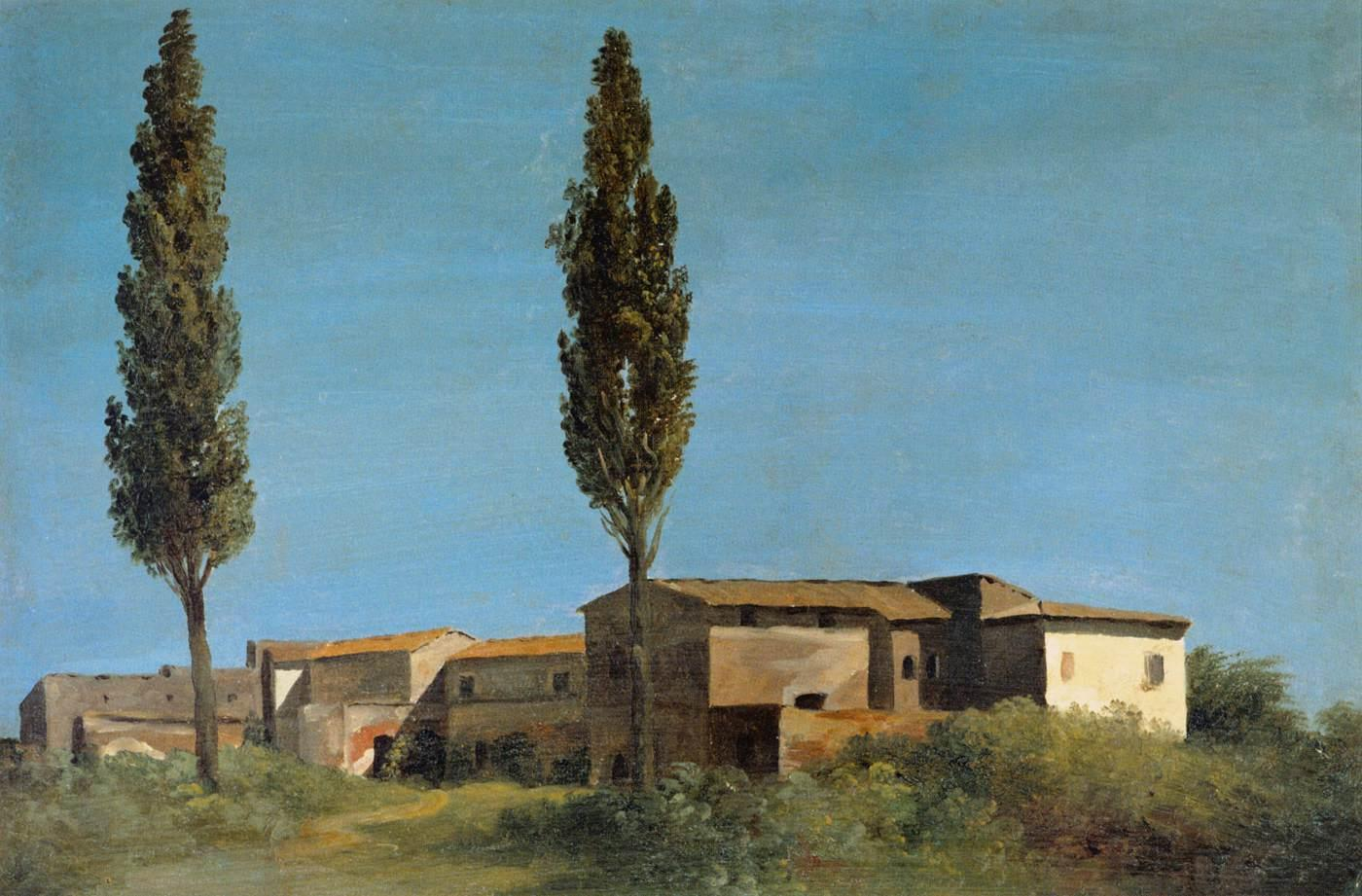
Valenciennes, A la villa Farnèse : les deux peupliers.
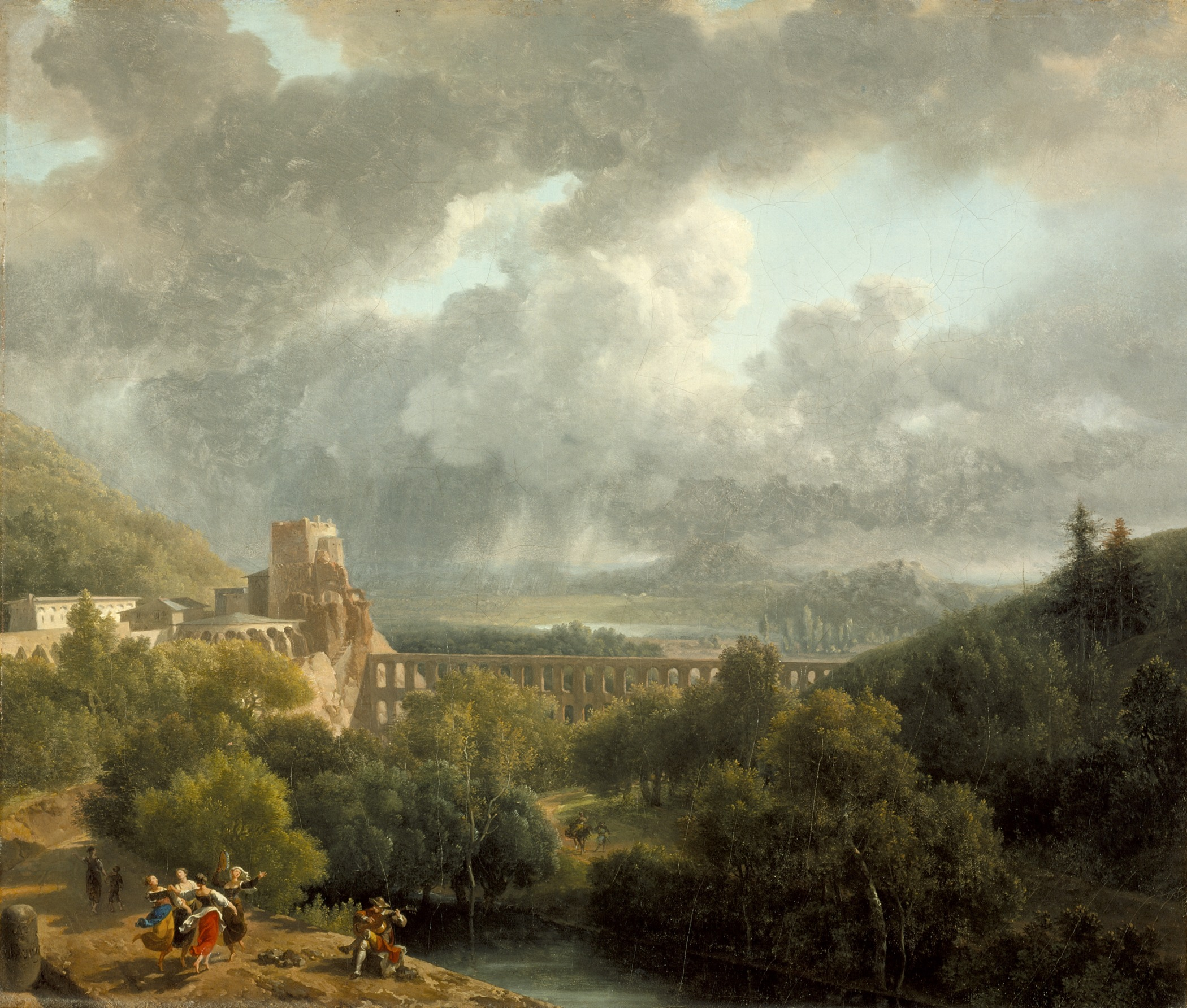
Taunay, Paysage avec un aqueduc.
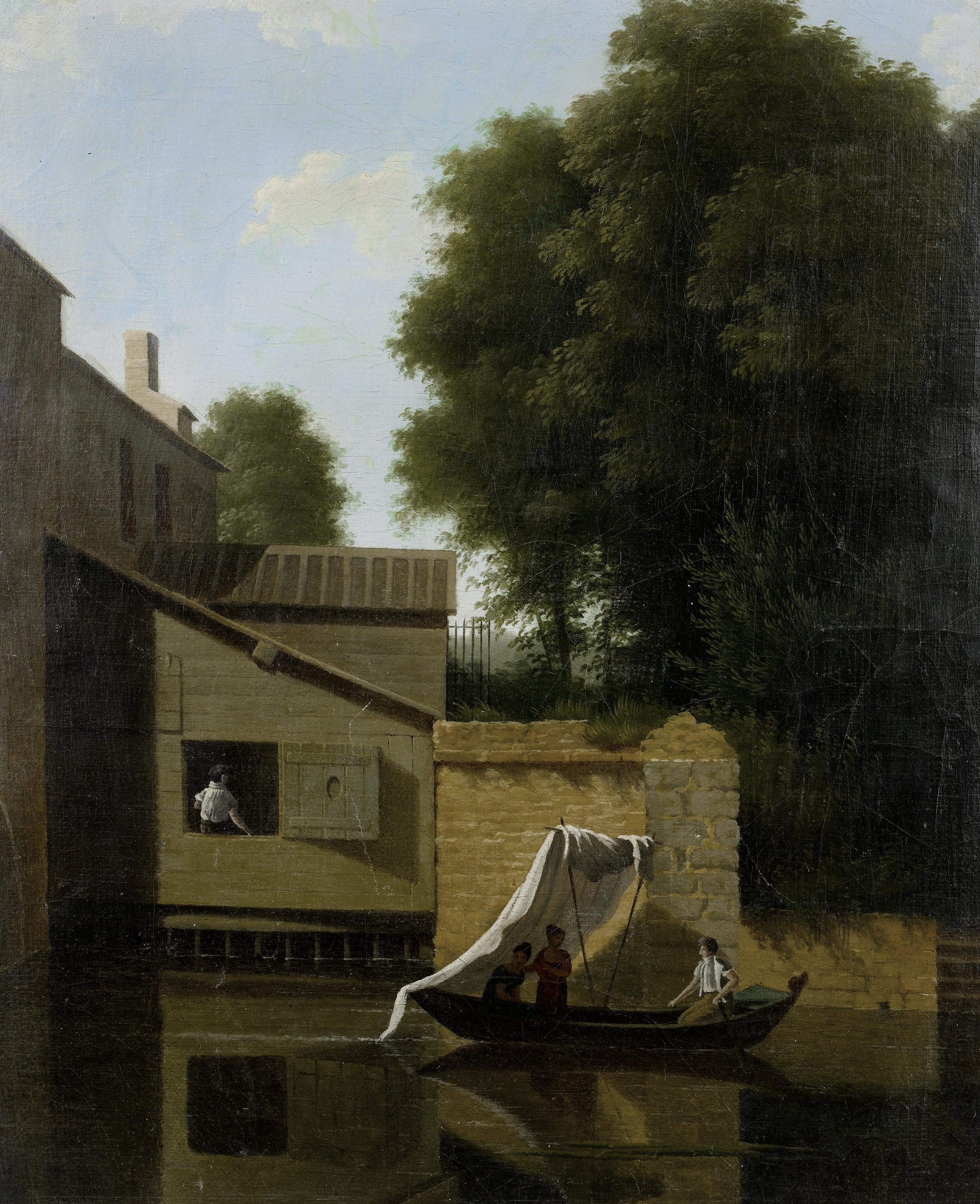
Jean-Victor Bertin, Les gens dans un bateau passant une ville riveraine.
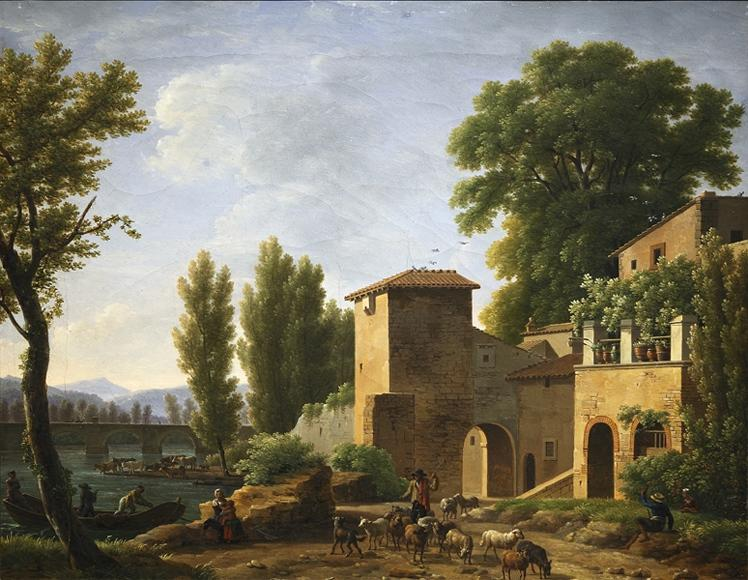
Jean-Joseph-Xavier Bidauld, Paysage classique avec figures.
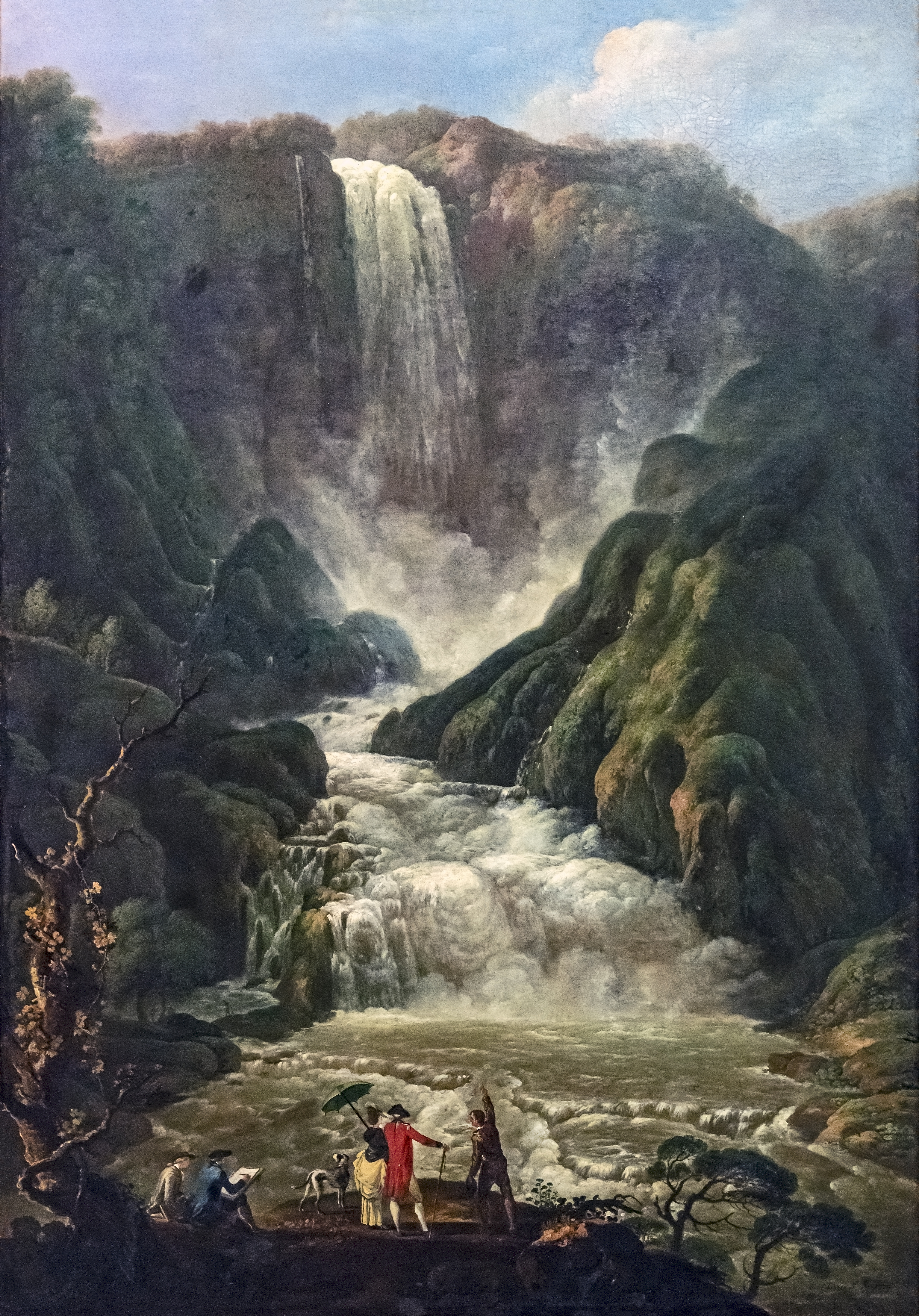
Carlo Labruzzi, Cascades de Terni 1779.
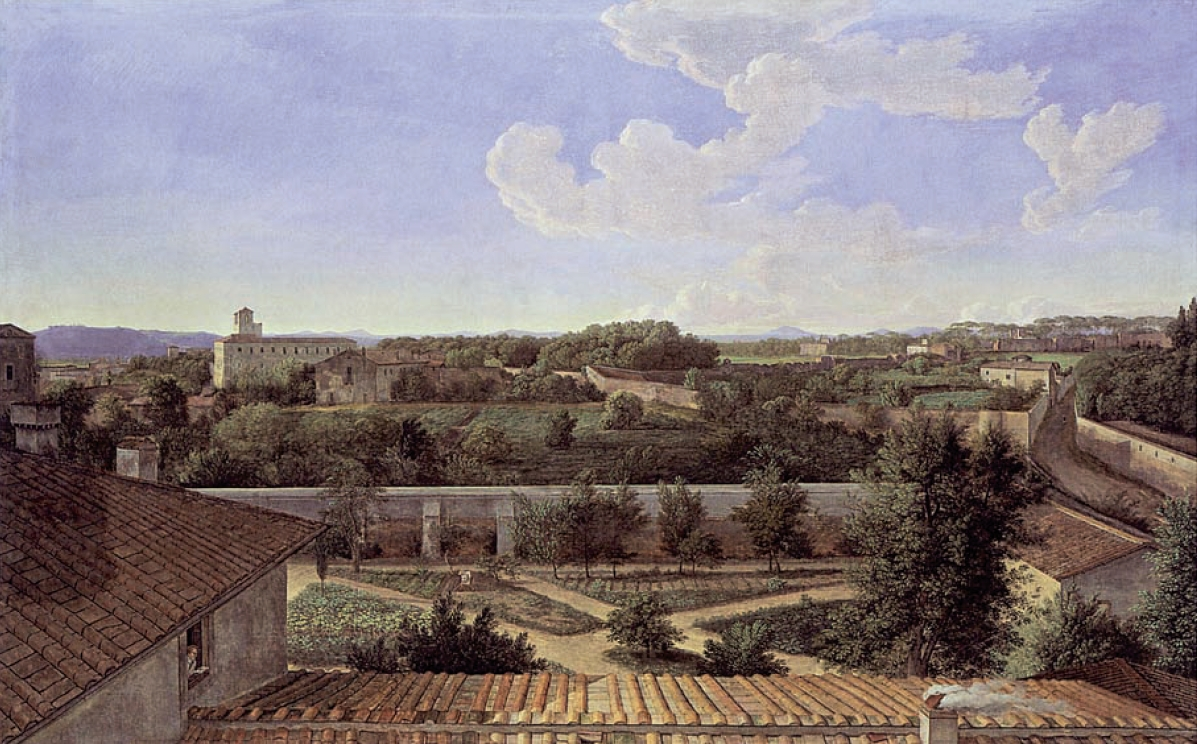
Johann Christian Reinhart, Villa de Malte 1831
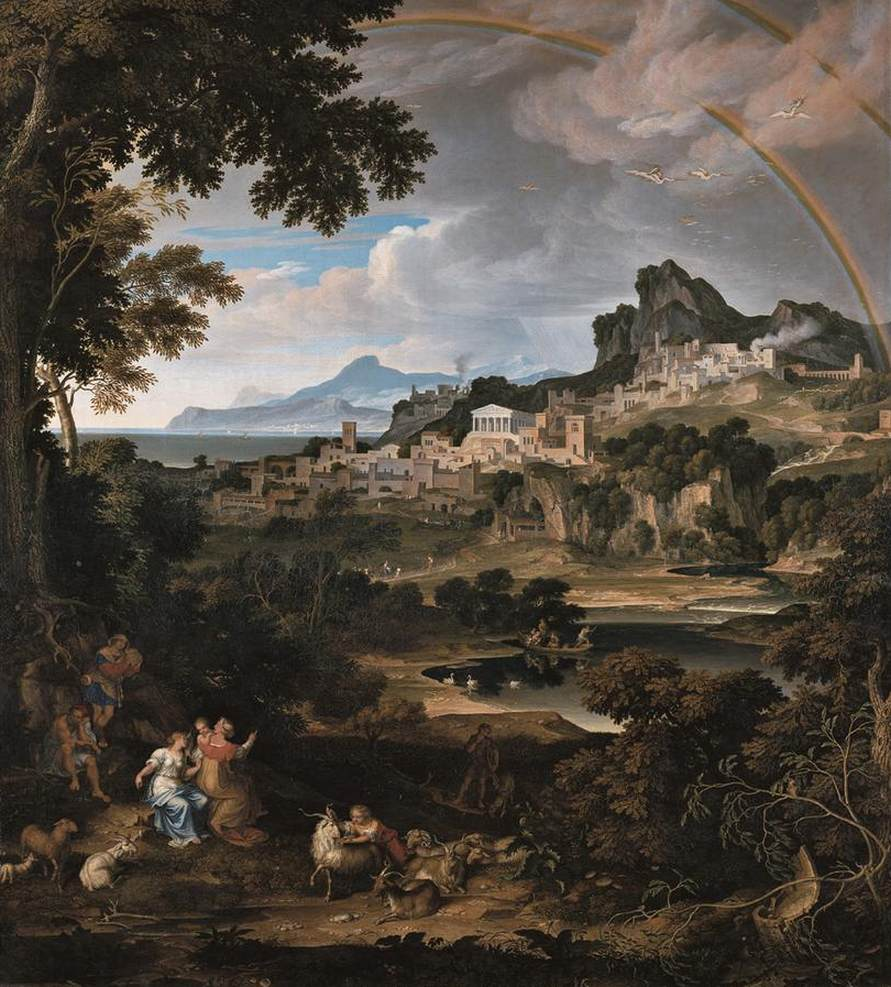
Joseph Anton Koch, Paysage héroique à l'arc en ciel 1815.

## Galeria

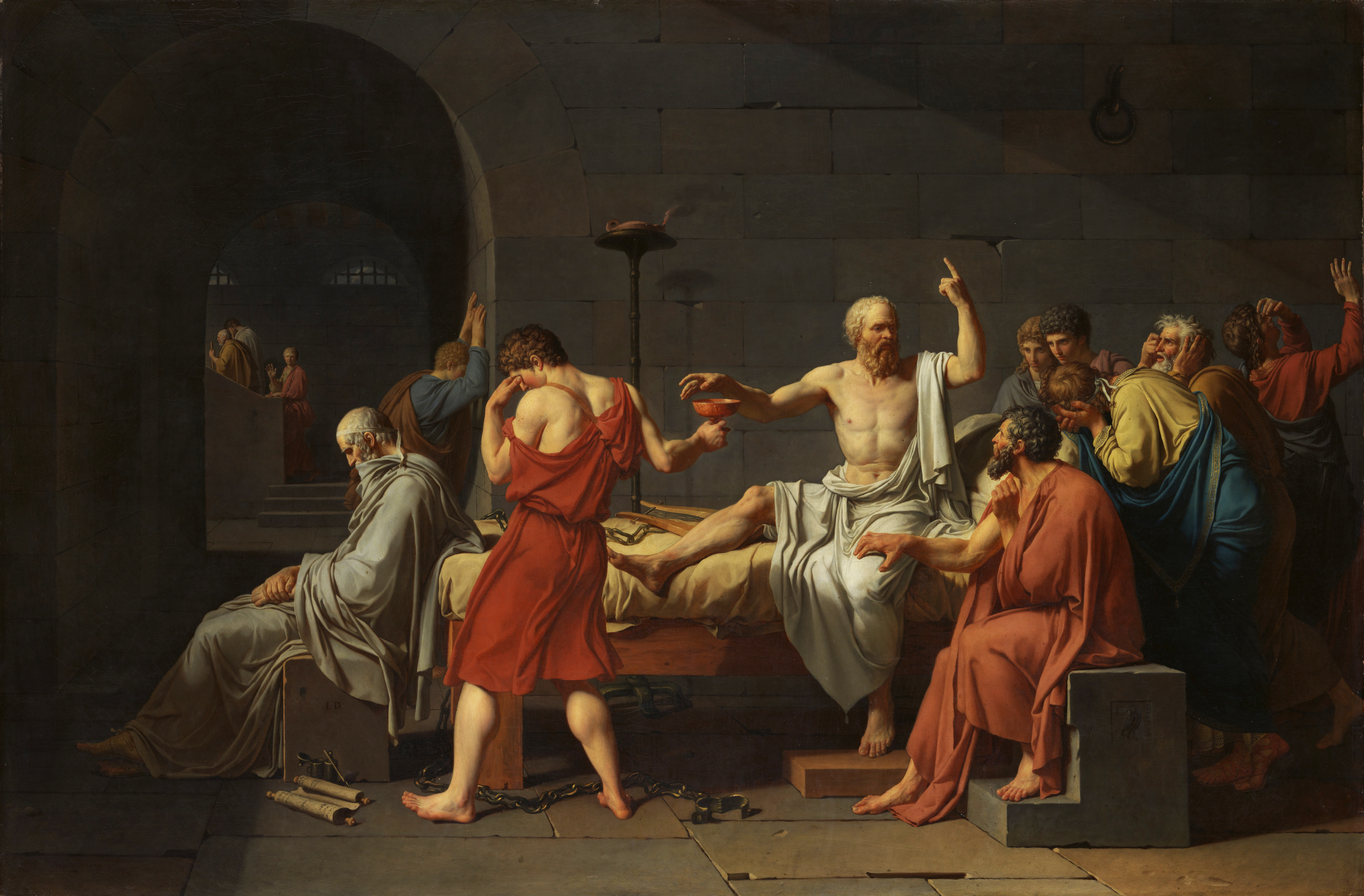
David: A morte de Sócrates, 1787, Metropolitan Museum of Art.
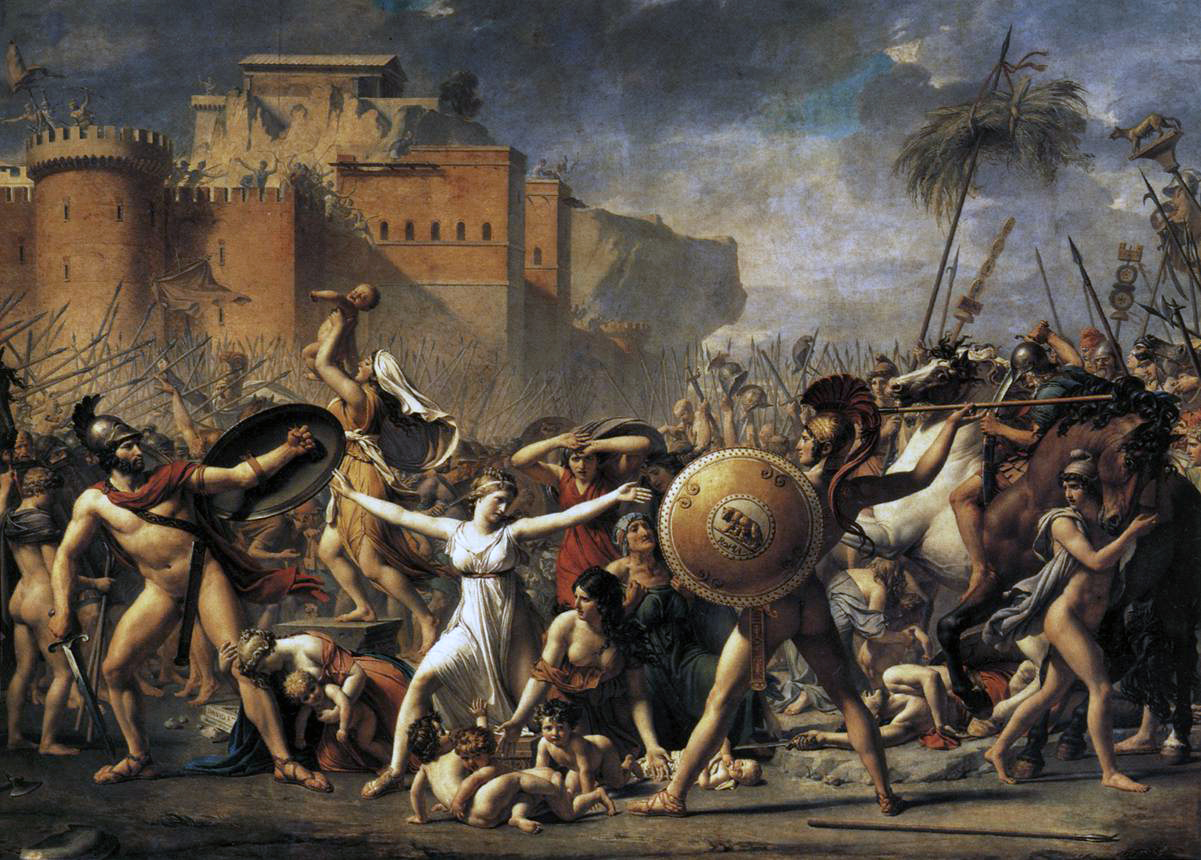
David: O rapto das Sabinas c. 1796-1799, óleo sobre tela, 330 × 425 cm, Museu do Louvre.
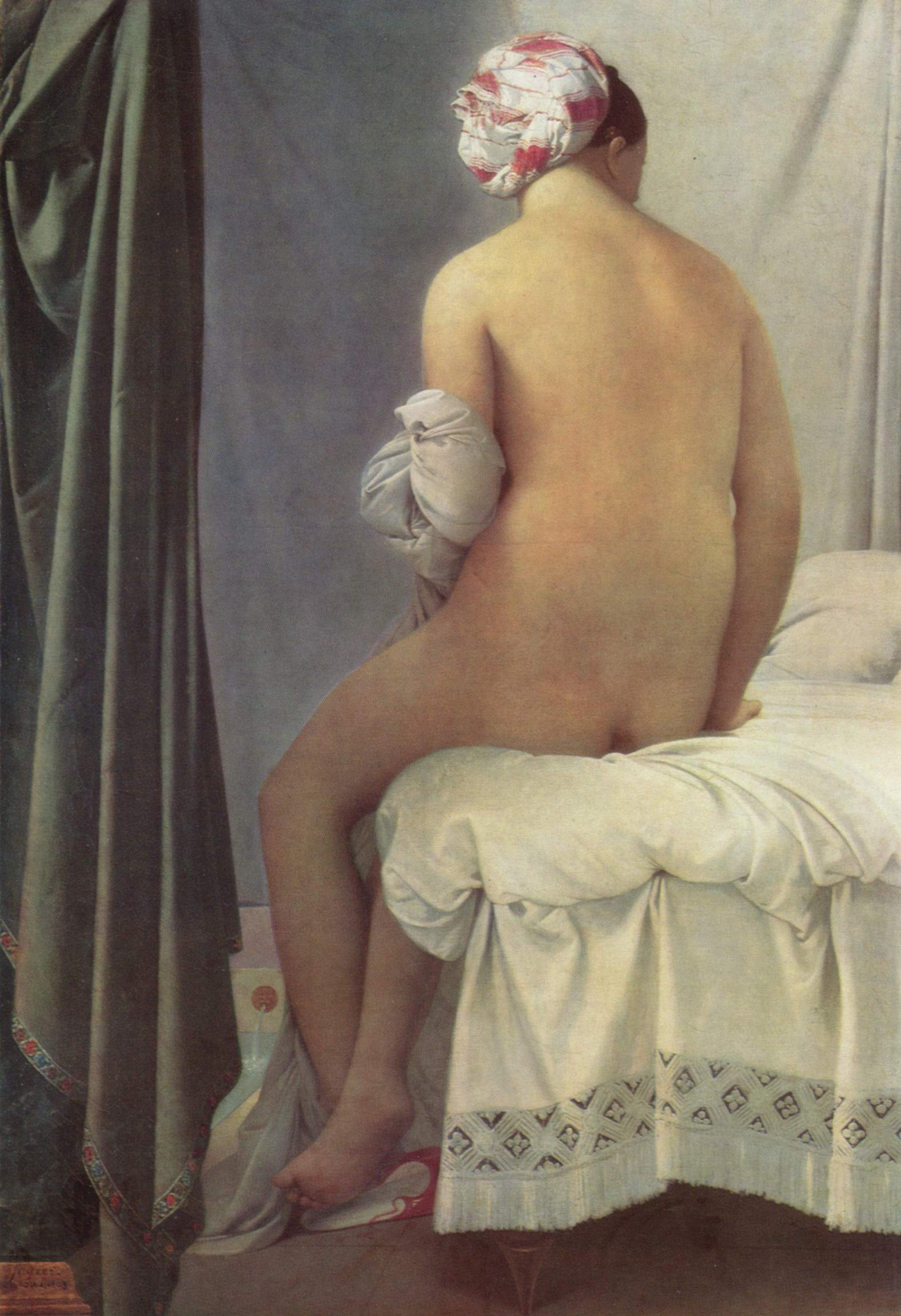
Ingres: A Banhista de Valpinçon,  1808, óleo sobre tela, 146 × 98 cm, Louvre.
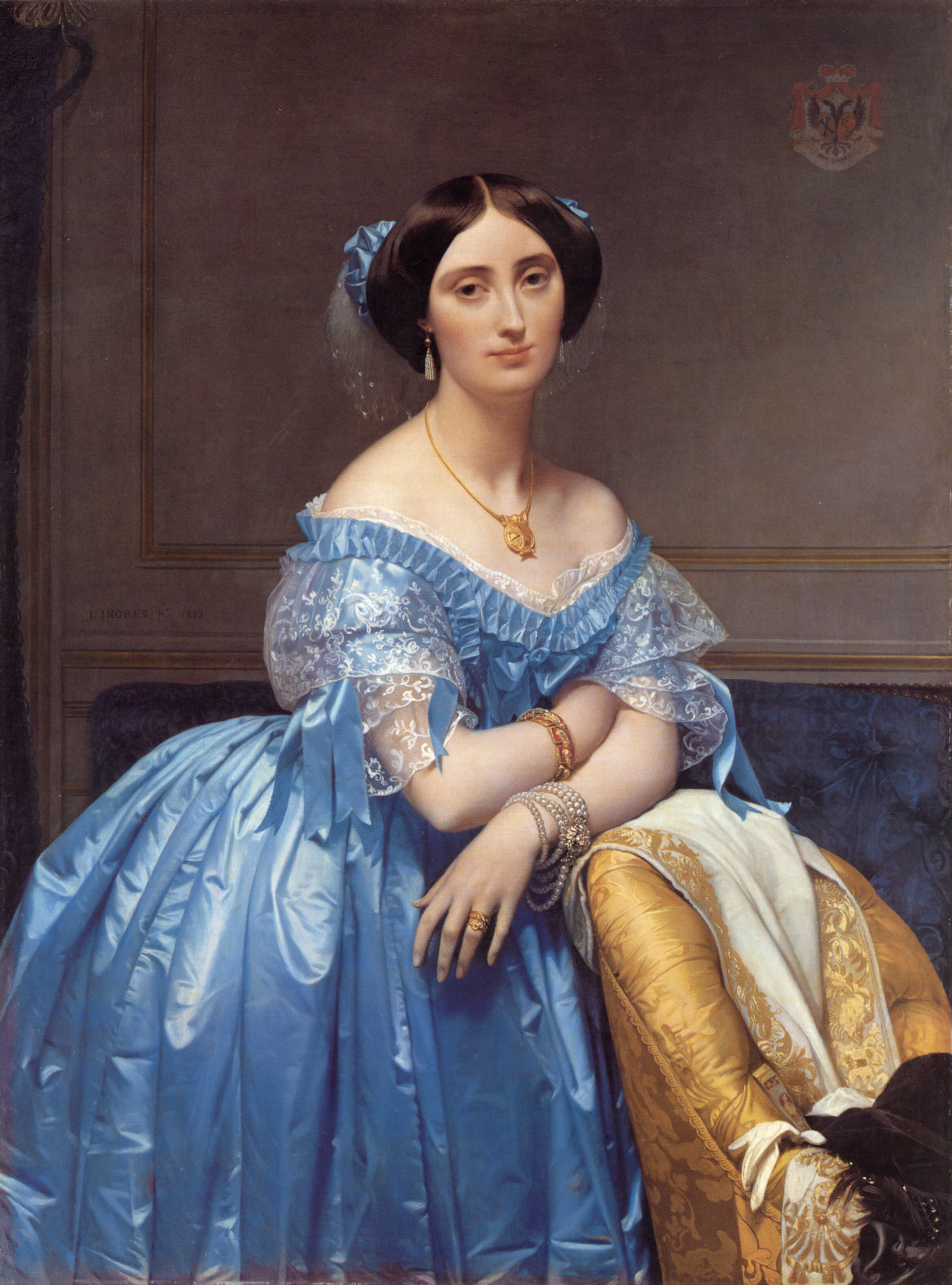
Ingres: Retrato da Princesa de Broglie, 1853, óleo sobre tela, 121,3 × 90,8 cm, Metropolitan Museum of Art.

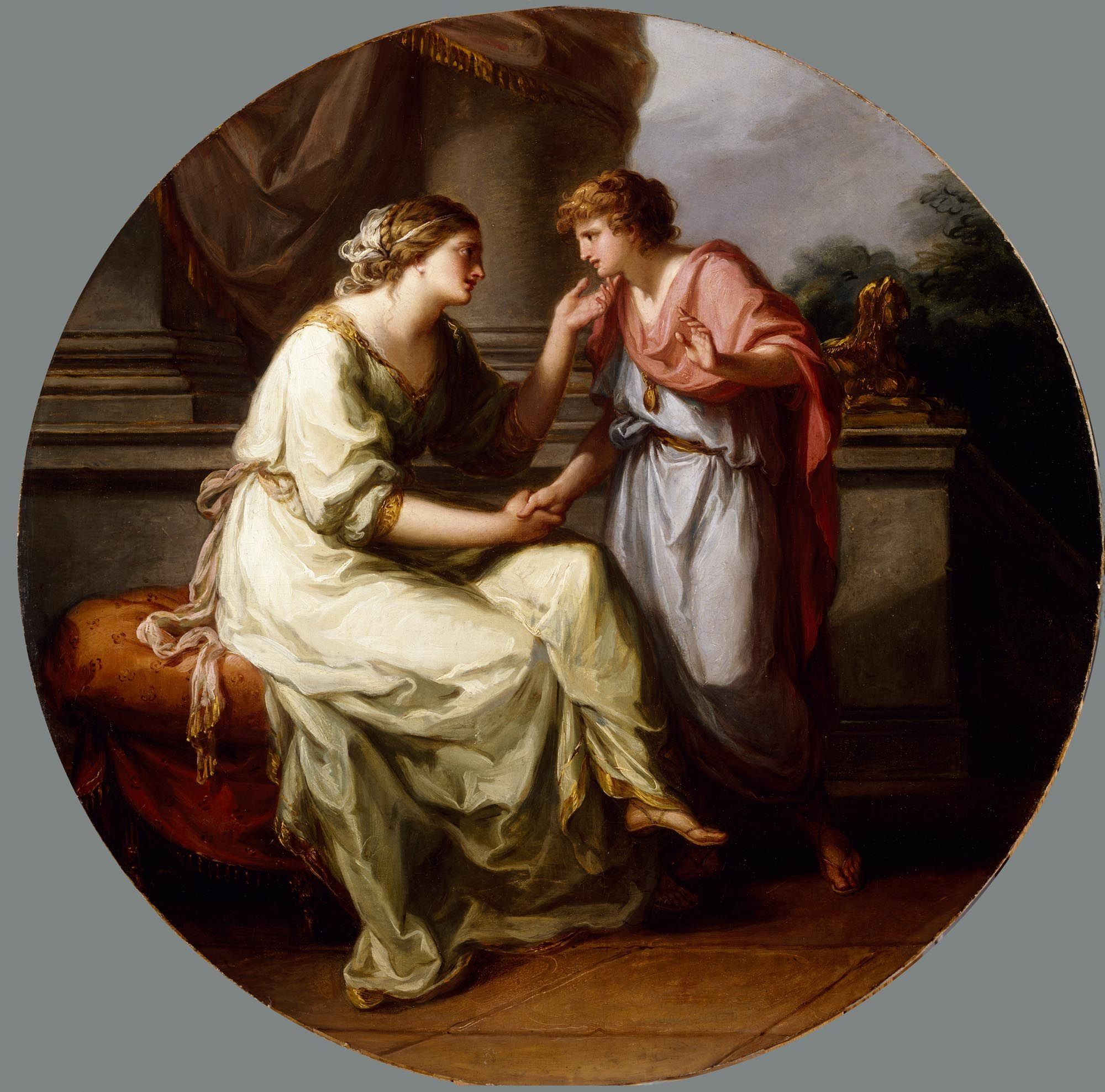
Angelika Kauffmann: Praetextatus convencido por sua mãe para revelar os segredos do senado romano, sem data, óleo sobre tela, Denver Art Museum.
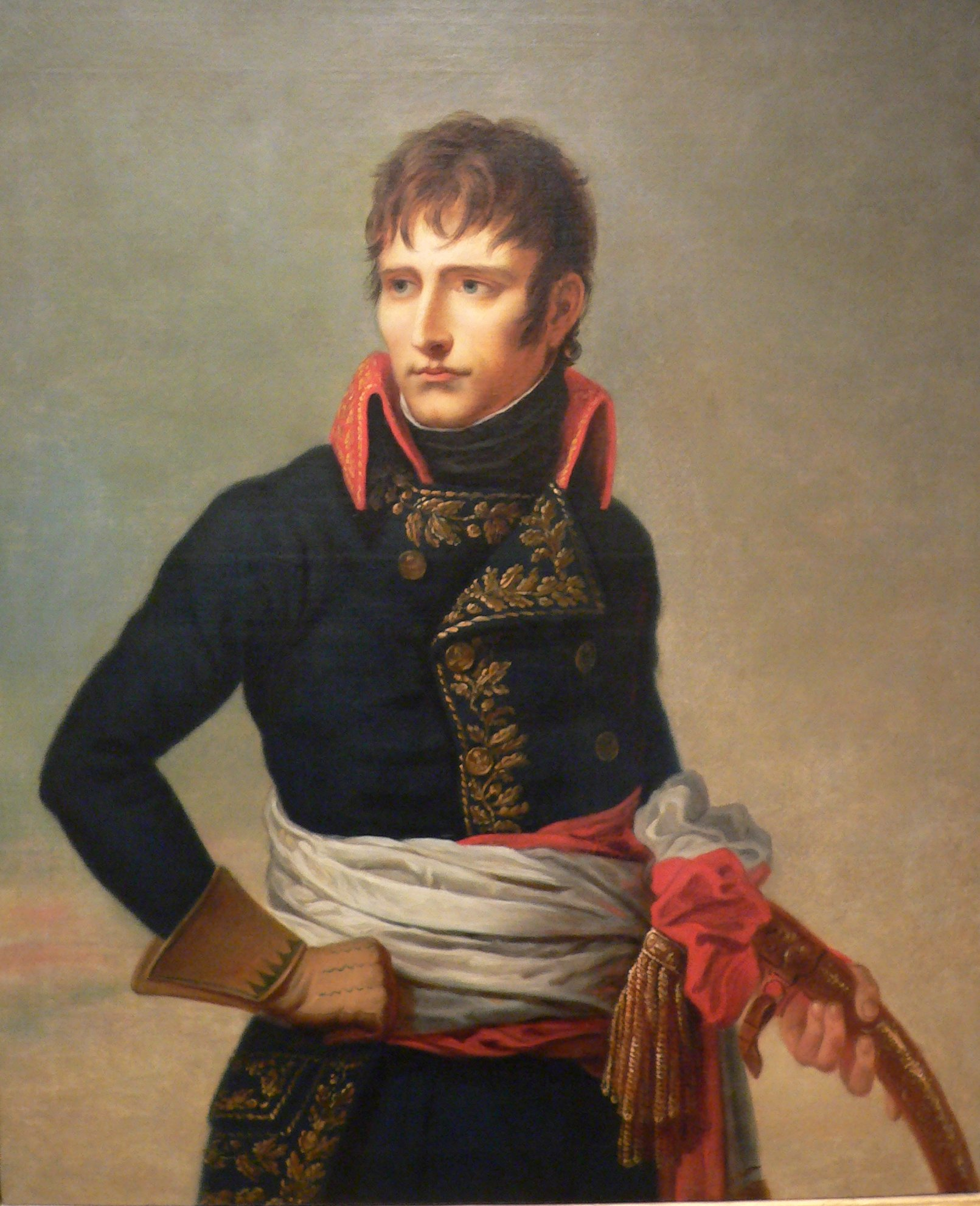
Andrea Appiani: Retrato de Napoleão I, óleo sobre tela, c. 1798,
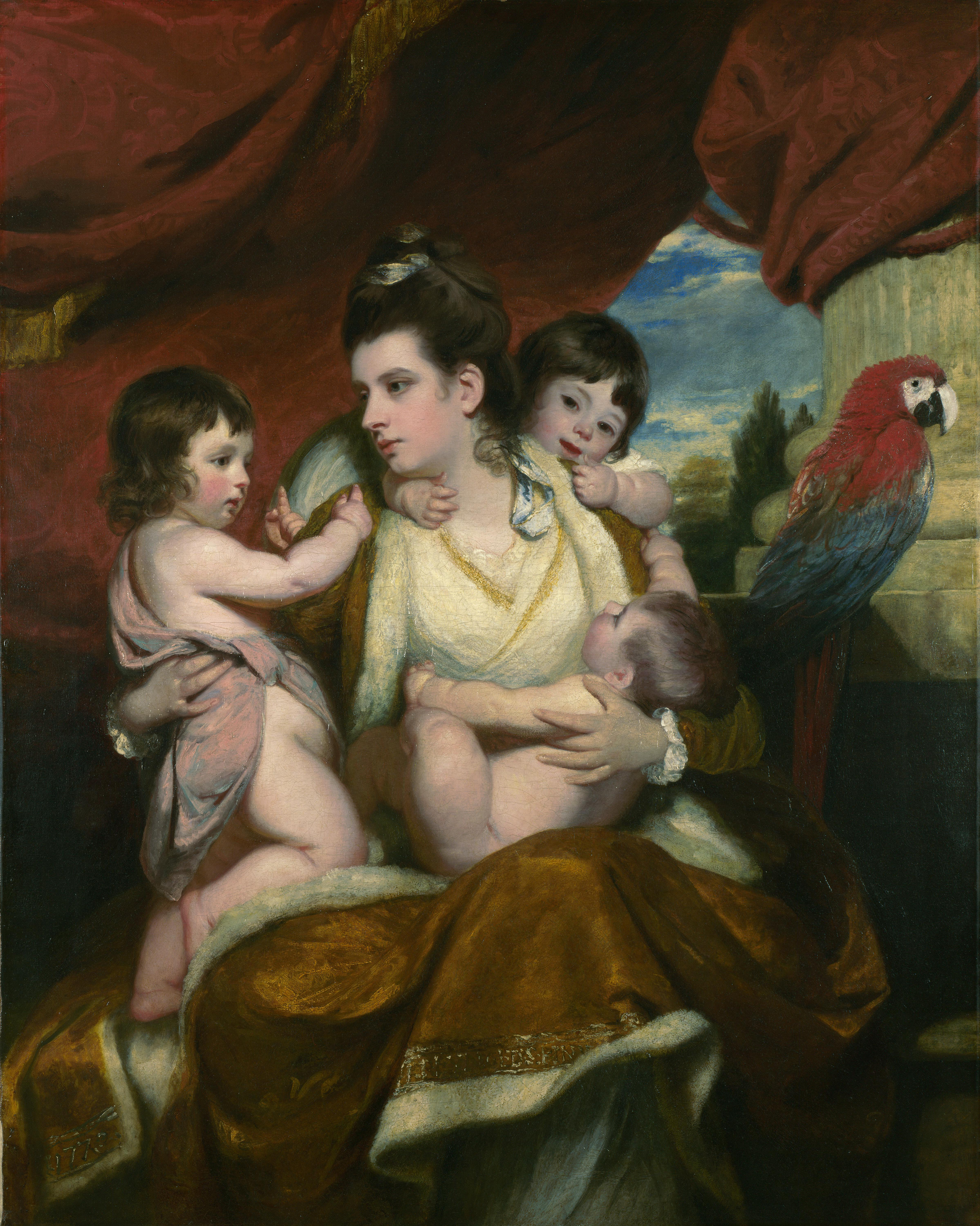
Joshua Reynolds: Lady Cockburn e seus três filhos mais velhos, 1773, óleo sobre tela, 141,5 x 113 cm, National Gallery.
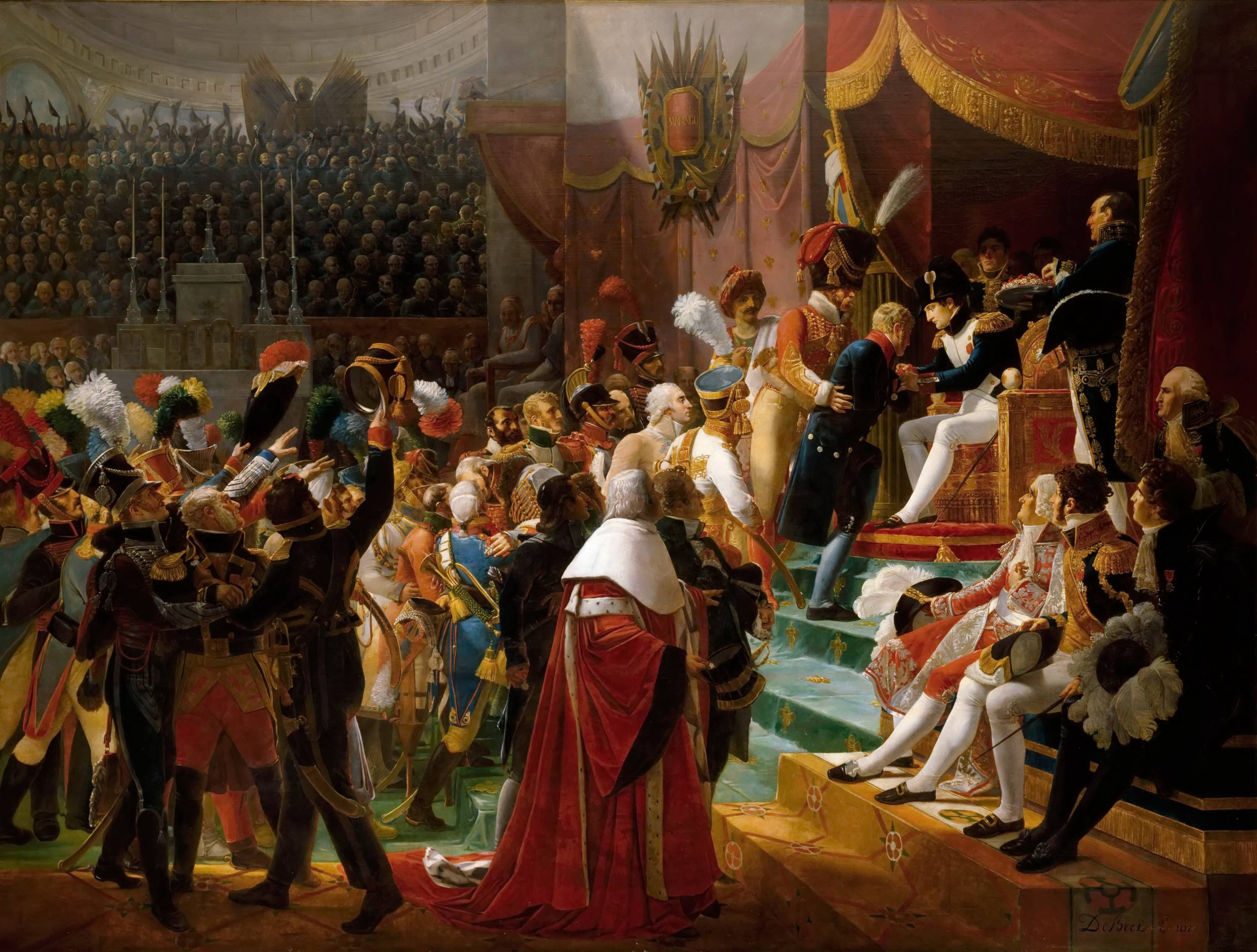
Jean-Baptiste Debret: Napoleão concedendo condecorações da Legião de Honra na Igreja dos Inválidos em 14 de julho de 1804, 1812, óleo sobre tela, Palácio de Versalhes.

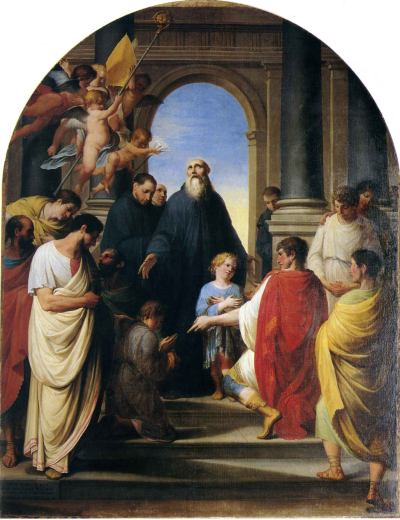
Giuseppe Velasco: Apresentação de São Mauro e São Plácido a São Bento, 1808, Igreja de São Salvador, Noto.
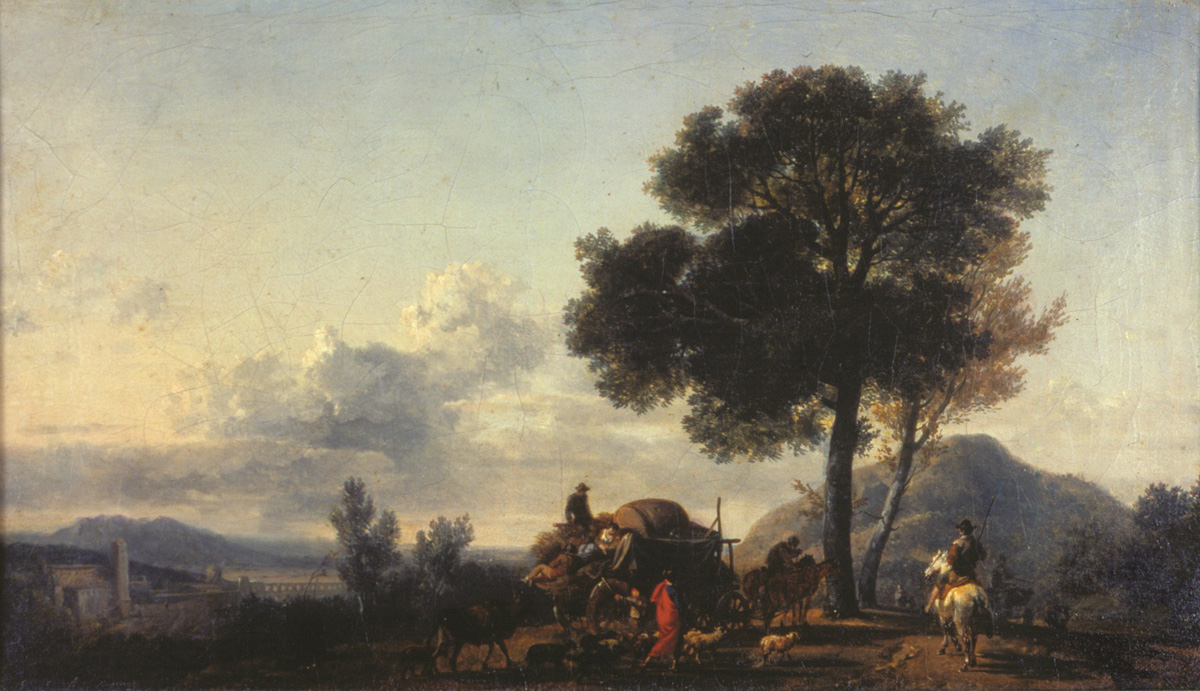
Nicolas-Antoine Taunay: Paisagem pastoril, óleo sobre tela, 17,5 x 31,5 cm, Fundação Eva Klabin.
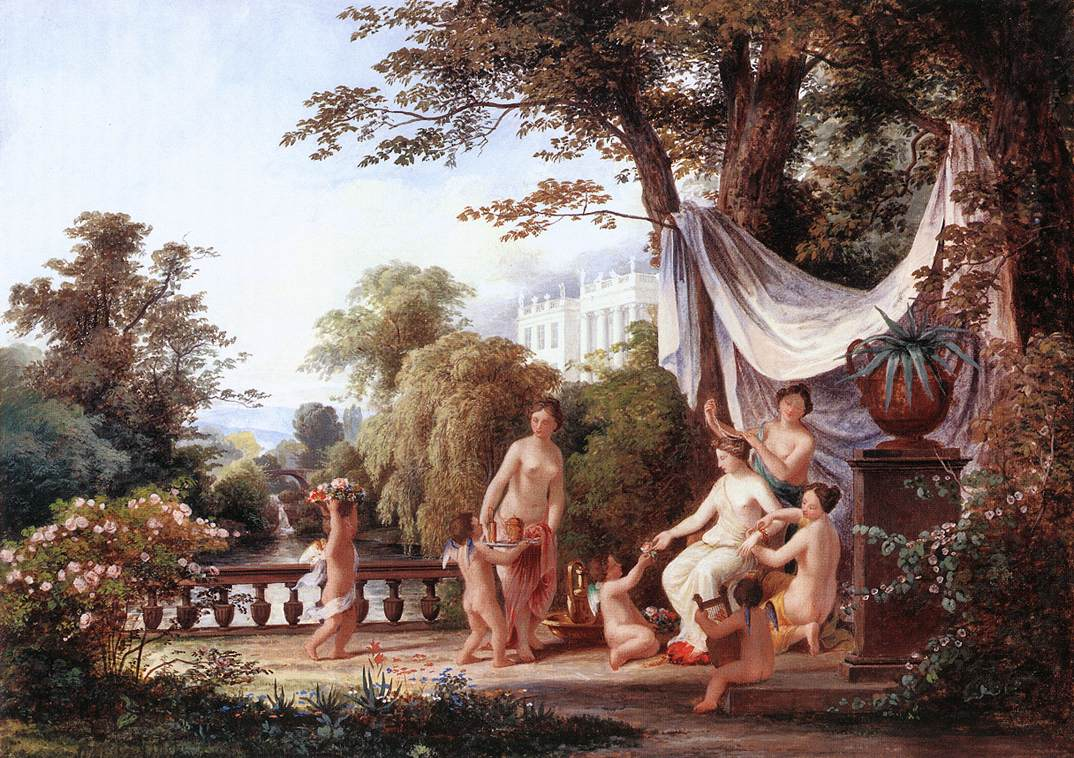
Károly Markó: Vênus sendo ataviada, década de 1830, 19 x 26 cm.
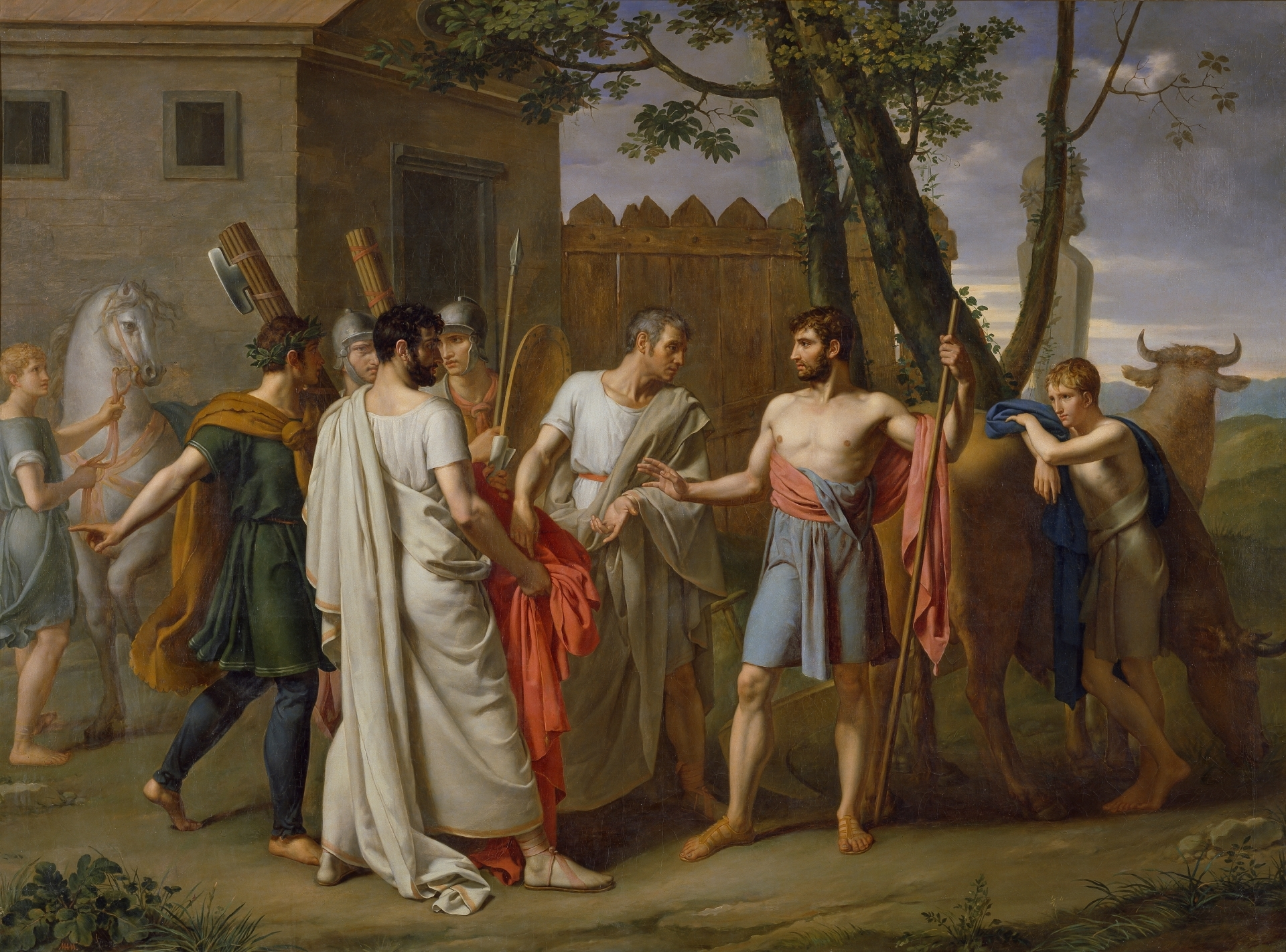
Juan Antonio Ribera: Cincinato abandona o arado para ditar leis a Roma, c. 1806, óleo sobre tela, 160 x 215 cm, Museu do Prado.

## Pintores

### Franceses
- Pierre Peyron
- Jean-Baptiste Regnault
- François-André Vincent
- Jacques-Louis David
- Jean-Germain Drouais
- Anne-Louis Girodet
- Benjamin de Rolland
- François Gérard
- Antoine-Jean Gros
- François-Xavier Fabre
- Jean-Baptiste Wicar
- Angélique Mongez
- Marie-Guillemine Benoist
- Constance-Marie Charpentier
- Jeanne-Élisabeth Chaudet
- Jean-Baptiste Regnault
- Jean-Joseph Taillasson
- Bénigne Gagneraux
- Guillaume Guillon Lethière
- Charles-Paul Landon
- Féréol Bonnemaison
- Pierre-Auguste Vafflard
- Anne-Louis Girodet
- Antoine-Jean Gros
- Jean-Auguste-Dominique Ingres

### Ingleses
- James Barry
- Joseph Wright
- Johann Heinrich Füssli
- William Blake
- Benjamin West (nascido na América)
- John Singleton Copley (nascido na América)
- John Trumbull
- Gilbert Stuart

### Italianos
- Gaspare Land
- Vincenzo Camuccini
- Pietro Benvenuti
- Andrea Appiani

### Alemães
- Johann Heinrich Wilhelm Tischbein
- Jakob Philipp Hackert
- Johann Christian Reinhart
- Joseph Anton Koch
- Asmus Jacob Carstens
- Philipp Friedrich von Hetsch
- Gottlieb Schick
- Johann Peter Krafft
- Eberhard von Wächter
- Bonaventura Genelli

### Belgas
- André Corneille Lens
- Pierre Joseph Célestin François de Namur
- Pierre-Joseph Lion
- Jean-Joseph Ansiaux
- Joseph-Benoît Suvée
- Joseph Paelinck
- Michel Ghislain Stapleaux
- Joseph-Denis Odevaere
- Pierre Van Huffel
- François-Joseph Navez

### Dinamarqueses
- Johan Edvard Mandelberg
- Nicolai Abraham Abildgaard

### Russos
- Anton Losenko
- Ivan Akimov
- Grigory Ugriumov
- Andrei Ivanov
- Vasily Shebuev
- Alexei Yegorov
- Fyodor Bruni
- Alexander Ivanov
- Andrei Ivanov
- Karl Briullov

### Espanhois
- Juan Antonio de Ribera
- José Aparicio
- José de Madrazo y Agudo
- François-Joseph-Paul Lacoma